# Peak District
Il Peak District è un'area montuosa di circa 1440 km² dell'Inghilterra centro-settentrionale. Si tratta di una propaggine meridionale dei Monti Pennini, la quale si estende perlopiù nel nord del Derbyshire (Midlands Orientali), ma anche tra le contee del Cheshire, della Grande Manchester, dello Yorkshire meridionale, dello Staffordshire e dello Yorkshire occidentale, formando quello che, dal 1951, è il parco nazionale noto con il nome Peak District National Park, la prima zona dichiarata protetta dal governo della Gran Bretagna. La regione storica di Peak District sfugge in realtà ai confini imposti dal parco, che non includono le grandi città, le cave e le aree industriali.
Con i suoi circa 22000000 turisti in media all'anno, il cui numero è sceso solo a causa della pandemia di COVID-19, il Peak District National Park risulta il parco nazionale più visitato d'Europa, secondo al mondo solo dopo quello del Fuji, in Giappone. Dal 1966 è stato insignito dal Consiglio d'Europa del Diploma europeo delle aree protette.
Abitato dai tempi del Mesolitico, nel sito si rintracciano testimonianze della presenza umana del Neolitico, dell'Età del Bronzo e dell'Età del ferro. Quando poi vi giunsero i romani e gli anglosassoni, la zona rimase in gran parte agricola, con l'attività dell'estrazione mineraria iniziata nel Medioevo. Richard Arkwright costruì un cotonificio durante la rivoluzione industriale, in concomitanza con il declino dell'attività mineraria e l'aumento dei lavori nelle cave di recente inaugurate. Il turismo è giunto in zona grazie alle ferrovie, con i visitatori che dal Novecento si sono interessati all'area per via dei suoi paesaggi, delle grotte, delle terme e di alcuni insediamenti di rilevanza storico-architettonica.

## Descrizione

### Geografia fisica

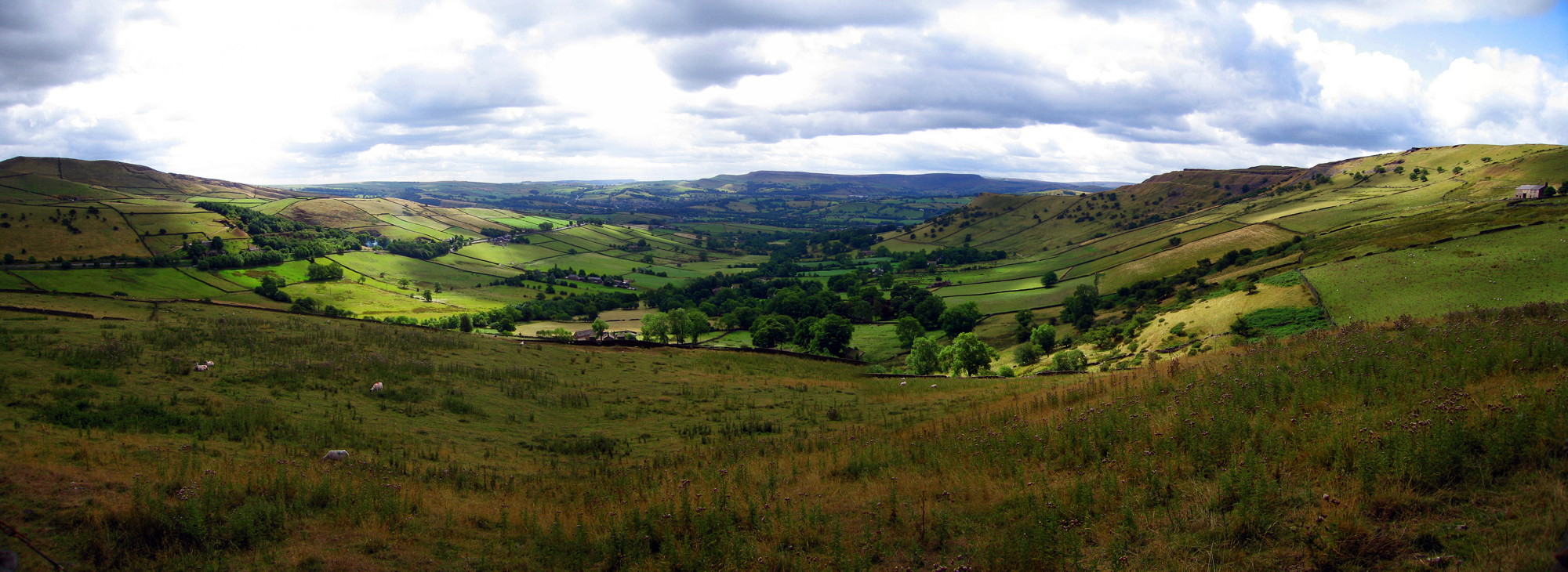
Panorama nell'High Peak tra Hayfield e Chinley

Il Peak District costituisce l'estremità meridionale dei monti Pennini. Gran parte di quanto compreso nel parco si trova al di sopra dei 300 m, con il punto più alto situato a Kinder Scout (636 m). Nonostante la sua denominazione, il paesaggio del parco vanta meno cime ripide di quante siano le colline dolci, le pianure, le valli, le gole calcaree e le scarpate di arenaria. L'area prevalentemente rurale è circondata da conurbazioni e grandi aree urbane, tra cui Manchester, Huddersfield, Sheffield, Derby e Stoke-on-Trent.
I confini del parco nazionale sono stati tracciati in maniera molto precisa nell'area del Dark Peak e del White Peak, mentre il più ampio Peak District è meno ben definito. Il Dark Peak si compone come una brughiera perlopiù disabitata, presentandosi con scarpate di arenaria nel Peak District settentrionale e fino ai suoi margini orientali e occidentali. Tale area racchiude il White Peak centrale e meridionale, dove si trova la maggioranza degli insediamenti, dei terreni agricoli e delle gole calcaree. Tre delle National Character Area (in acronimo NCA, ovvero delle aree considerate in Gran Bretagna dal grande valore ambientale, geologico e storico) sottoposte alla tutela dell'ente pubblico non dipartimentale di Natural England si estendono proprio nella zona protetta. Il Dark Peak NCA comprende le sezioni settentrionali e orientali del Dark Peak, mentre il White Peak NCA la quasi totalità del White Peak. I margini occidentali del Dark Peak sono compresi nel South West Peak NCA, dove hanno sede terreni agricoli e zone di pastura contornate da formazioni di arenaria e brughiere. Al di fuori del parco, il più ampio Peak District spesso accorpa l'area approssimativamente localizzata tra Disley e Sterndale Moor, inclusi Buxton e il canale di Peak Dale. Autori che compiono valutazioni più estensive includono nella classificazione alcuni punti di interesse fluviale e delle colline pedemontane, come le valli del fiume Churnet e del basso Derwent. La regione è per lo più circondata da pianure, con le brughiere geologicamente composte di arenaria tipiche dei Pennini meridionali a nord separate approssimativamente dalle valli di Chew, Colne e Holme.
Il parco nazionale copre 1440 km², sviluppandosi nel grosso della regione del Derbyshire e, in maniera più lata, in Staffordshire, Cheshire, Grande Manchester e Yorkshire meridionale e occidentale. I suoi limiti settentrionali sono da individuarsi sulla A62 all'altezza tra Huddersfield e Oldham; il punto più meridionale, invece, è sulla A52 vicino ad Ashbourne. I confini sono stati tracciati per escludere le aree edificate e industriali; in particolare, Buxton e le cave alla fine del canale di Peak Dale sono circondate su tre lati dal parco. Bakewell e molti insediamenti si trovano nel parco nazionale, così come vaste aree rurali dello Sheffield occidentale. Nel 2010, Peak District è diventato il quinto parco nazionale più grande in Inghilterra e Galles. Nel Regno Unito, la designazione come parco nazionale comporta che le attività di supervisione ricadano in capo a enti pubblici, con le varie restrizioni imposte da provvedimenti legislativi o regolamentari. La zona protetta non è esclusivamente compresa nel demanio pubblico, essendo infatti presenti appezzamenti in mano a privati.
Il National Trust, un ente di beneficenza che tutela i paesaggi storici e naturali, possiede circa il 12% di quanto è compreso nel parco nazionale. Le aree demaniali note come High Peak, White Peak e Longshaw includono punti di interesse ecologico o geologico quali Bleaklow, Derwent Edge, Hope Woodlands, Kinder Scout, la valle di Manifold, Mam Tor, Dovedale, Milldale e il passo di Winnats. L'ente parco possiede circa il 5%; altri importanti proprietari terrieri includono diverse società idriche.

### Geologia

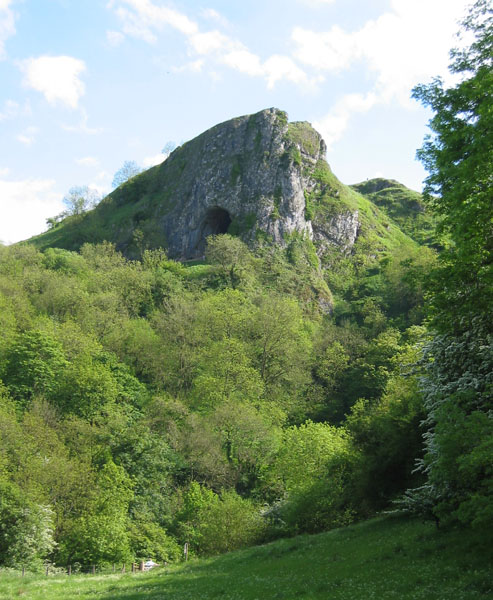
La grotta di Thor vista dalla Manifold Way

Il Peak District è formato quasi interamente da rocce sedimentarie del periodo Carbonifero. Esse costituiscono il calcare carbonifero situato al di sopra delle pietre molari, con percentuali del combustibile fossile rintracciate in quantità maggiori alle estremità sotto forma di rare rocce ignee, tra cui tufi e conglomerati. La struttura geologica generale è quella di un ampio duomo, i cui margini occidentali sono stati intensamente esposti a faglie e pieghe. L'orogenesi e l'erosione hanno levigato la parte superiore del duomo di Derbyshire rivelando un affioramento roccioso concentrico con del carbone distribuito ai margini orientale e occidentale, calcare carbonifero al centro e pietre molari nei punti di contatto. Il bordo meridionale del duomo del Derbyshire è ricoperto da arenaria risalente al Triassico, ma l'impatto della stessa ha scarsa incidenza sulla geologia locale. Il White Peak origina una sezione centrale e meridionale caratterizzata da calcare carbonifero trovato in corrispondenza o vicino alla superficie. Il Dark Peak a nord, est e ovest è caratterizzato da affioramenti di pietre molari e ampie distese di brughiera.
I movimenti della terra dopo il periodo Carbonifero hanno provocato l'innalzamento dell'area e, in particolare a ovest, il piegamento degli strati rocciosi lungo gli assi nord-sud. La regione è stata sollevata lungo un asse nord-sud generando la forma di un duomo, con gli shale e le arenarie consumate dall'erosione fin quando non è affiorato il calcare. Alla fine di questo periodo, la crosta terrestre si abbassò di livello, con il risultato che l'area finì per diventare un fondale marino e un ottimo deposito per varietà di nuove rocce. Qualche tempo dopo la sua deposizione, nel calcare si sono formati filoni minerali, in gran parte compromessi ai tempi dei romani nell'esecuzione dei lavori di estrazione del piombo.
Il Peak District è rimasto coperto dai ghiacci in almeno una delle ere glaciali degli ultimi due milioni di anni, probabilmente nel corso del medio Pleistocene (circa 450000 anni fa), come si intuisce dallo studio dei massi e delle argille rinvenibili un po' ovunque. Non subì invece la stessa sorte nell'ultimo periodo glaciale, che raggiunse il picco circa 20000-22000 anni fa; ad ogni modo, un misto di ghiaccio del mare d'Irlanda e del Lake District lambì i suoi margini occidentali. Le acque di disgelo glaciale erosero un complesso di canali dalla forma irregolare proprio nella zona del parco. Sempre nella stessa fase, lo scioglimento delle acque prima in stato solido contribuì alla formazione e allo sviluppo di molte grotte nel settore calcareo. Dei resti di animali che vagavano per la zona sono stati trovati in diverse grotte.
Vari tipi di roccia sottosuolo influenzano fortemente il paesaggio e ne determinano il tipo di vegetazione che cresce, così come, di conseguenza, la vita animale presente nell'area. Il calcare presenta svariate fessure ed è solubile in acqua, con il risultato che i corsi d'acqua sono riusciti a scavare valli strette e profonde. Un impatto non trascurabile hanno avuto i percorsi sotterranei compiuti dalle falde, che hanno di certo condizionato la formazione delle grotte. Le pietre molari restano insolubili ma sono porose, avendo la caratteristiche di assorbire l'acqua che filtra al loro interno fin quando non incontrano gli scisti meno attraversabili sottostanti. È a quel punto che, impossibilitata a procedere sottoterra, la sorgente raggiungere la quota della superficie e vede la luce del sole. Gli scisti sono friabili e assai vulnerabili al gelo, circostanza che rende alcune aree vulnerabili alle frane, come nel caso di Mam Tor.

### Idrografia

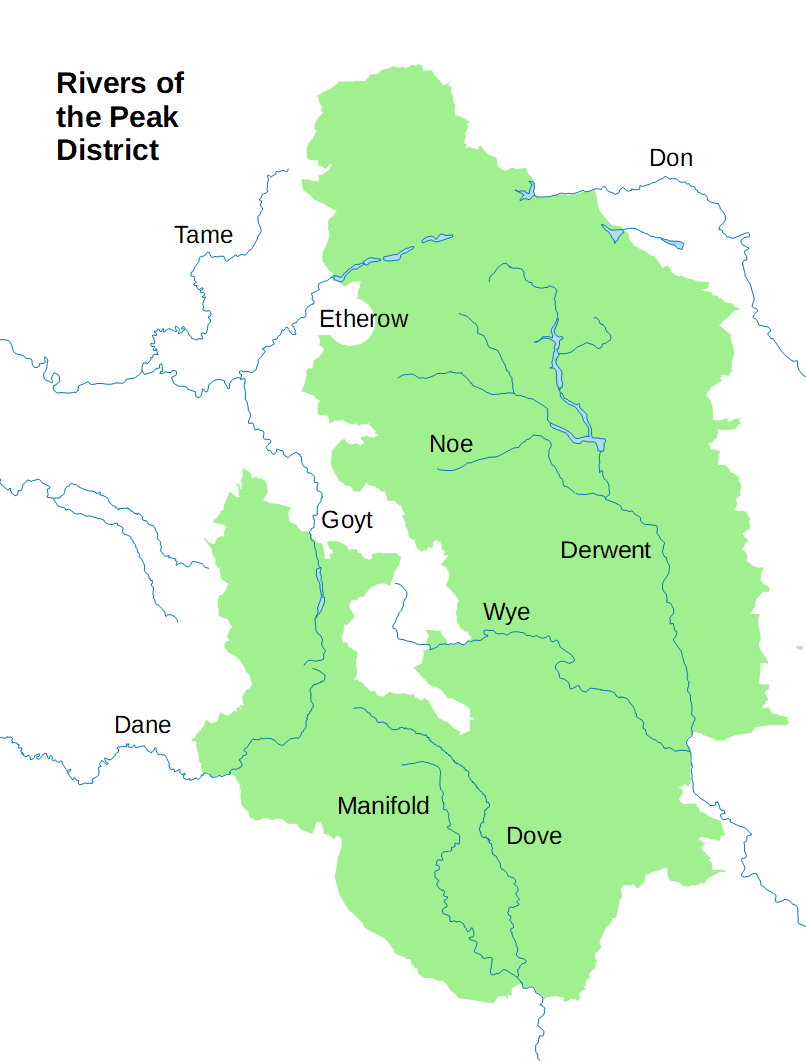
Fiumi intorno al Peak District

Sono diversi i fiumi che hanno sorgenti sugli altopiani della brughiera del Dark Peak e sulle alte creste del White Peak. Molti dei corsi d'acqua nel Dark Peak e nelle latitudini esterne andarono arginati per generare bacini idrici idonei alla fornitura di acqua potabile. Un'altra motivazione che portò alla costituzione di argini era legata alla necessità di realizzare mulini ad acqua e briglie. I serbatoi del canale di Longdendale furono completati nel febbraio del 1877 per fornire acqua di compensazione, assicurando un flusso continuo nel fiume Etherow, che era essenziale per l'industria locale e forniva acqua potabile a Manchester. In un rapporto per il Manchester Corporation, John Frederick Bateman scrisse nel 1846:
(John Frederick Bateman)
La sezione occidentale è attraversata dall'Etherow, dal Goyt e dal Tame, tutti affluenti del Mersey. Il nord-est è invece drenato dagli affluenti del fiume Don. Tra gli affluenti del Trent che procedono verso sud e verso est il Derwent è il principale. Questo comincia su Bleaklow appena ad est di Glossop e procede attraverso la valle meridionale di Derwent, dove si lega ai bacini idrici di Howden, di Derwent e di Ladybower. I serbatoi dell'alta valle del Derwent videro la luce all'inizio alla metà del XX secolo per fornire acqua potabile alle Midlands Orientali e allo Yorkshire meridionale.
Tra gli altri affluenti distribuiti nella regione che si possono segnalare figurano il Noe e il Wye, il Manifold e il Dove nel sud-ovest, le cui sorgenti si trovano presso Axe Edge Moor e il cui percorso termina nel Trent. Il fiume Dane sfocia nel Weaver nel Cheshire.

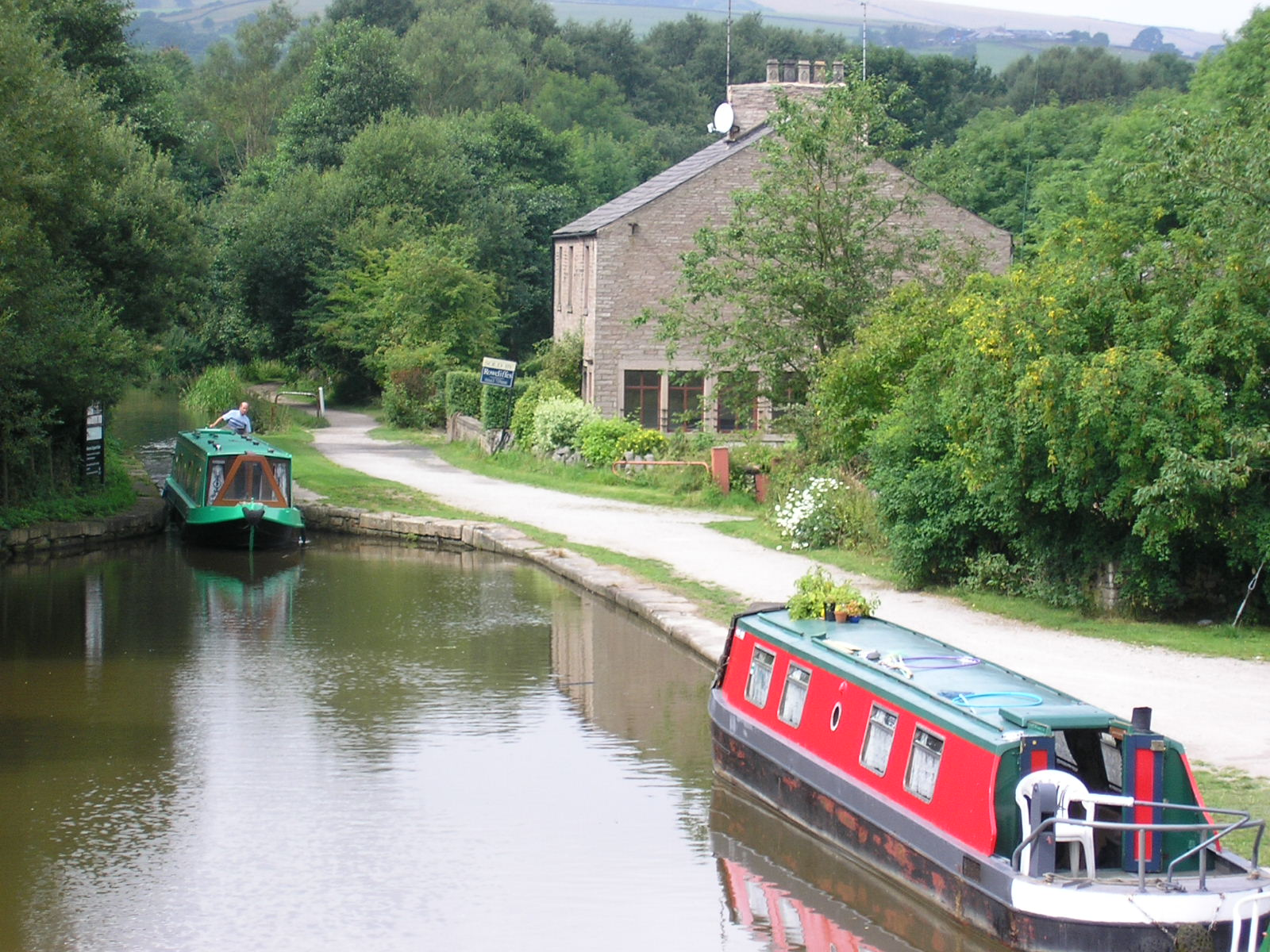
Il bacino di Bugsworth sul canale di Peak Forest

Non si rintracciano canali nel parco nazionale, eccezion fatta per i canali di Standedge, compresi nel più vasto sistema idrico dell'Huddersfield all'estremo nord. All'esterno del parco, le acque del Dark Peak alimentano il Macclesfield, l'Ashton e i canali stretti di Huddersfield e le acque del White Peak alimentano il canale di Cromford. Quello di Peak Forest ha trasportato con sé calce dalle cave di Dove Holes per il settore edile. Esso termina nel bacino del Bugsworth e il tragitto segue i binari della tratta ferroviaria di Peak Forest.
Il canale di Cromford, che scorre da Cromford al canale di Erewash, serviva le miniere di piombo nei cotonifici di Wirksworth e di Richard Arkwright. Il canale di Caldon, il quale parte da Froghall, è stato realizzato per trasportare calcare dalle cave di Cauldon Low per l'industria siderurgica e per recapitare silice a quella della ceramica.

## Storia

### Dalla Preistoria al Basso Medioevo

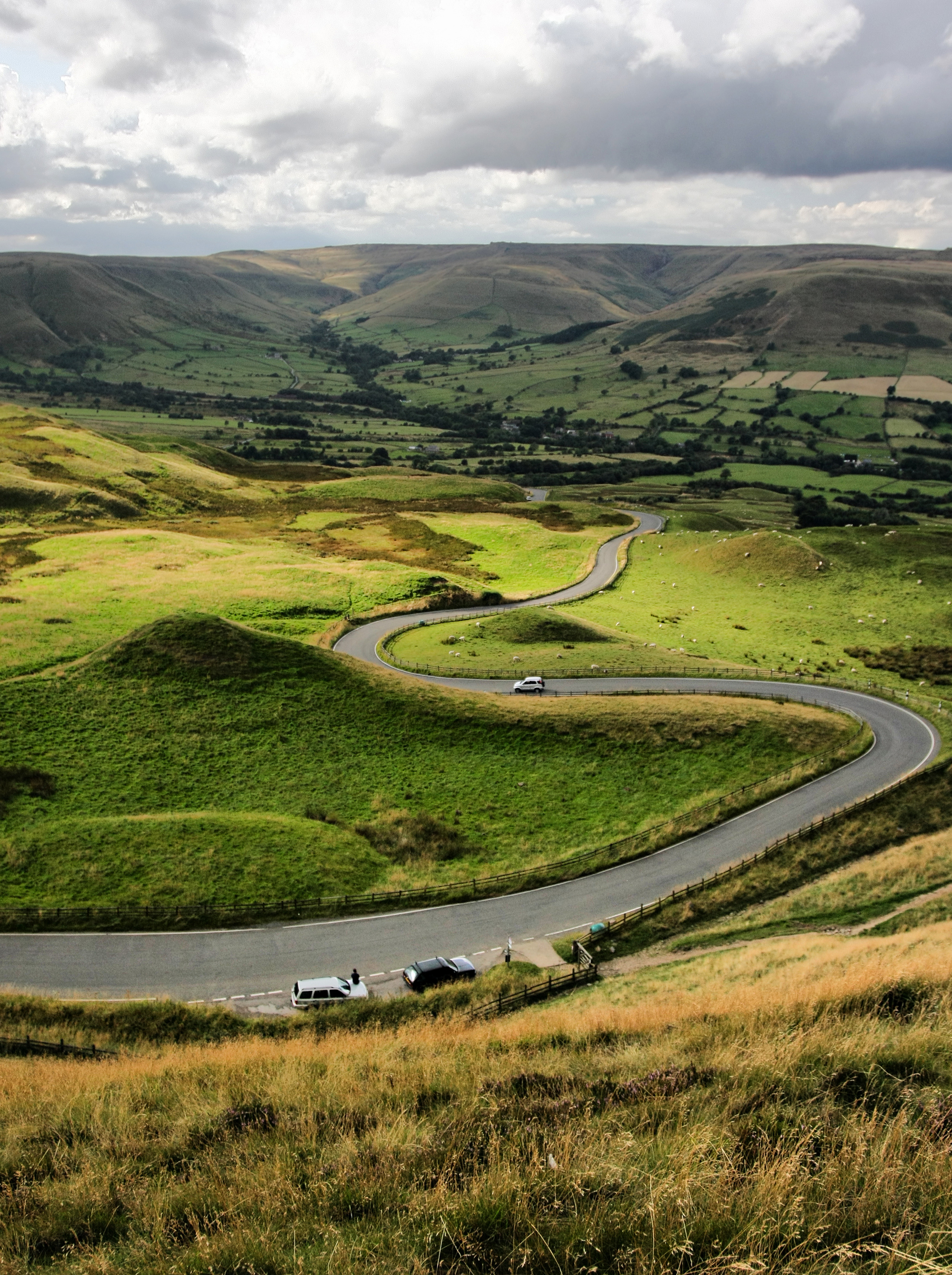
La valle di Edale vista dalla collina di Mam Tor (517 m s.l.m.)

La zona fu abitata già in epoche molto lontane, come dimostrano i manufatti in selce risalenti al Mesolitico e le prove paleo-ambientali provenienti dalle grotte di Dovedale e dei dintorni. I segni dell'attività del Neolitico includono monumentali terrapieni o tumuli come quello sulla collina di Margery.
Durante l'Età del bronzo vivevano varie comunità dedite perlopiù all'agricoltura; il lascito di queste comunità risultano essenzialmente gli henge di Arbor Low, vicino a Youlgreave, e il cerchio di pietre delle Nine Ladies a Stanton Moor. Nello stesso arco temporale, così come nell'Età del ferro, furono create fortezze di collina come quella di Mam Tor. Quando vi giunsero i romani la presenza di vari minerali fu ampiamente sfruttata, specie con riferimento al piombo estratto dall'area di Buxton (Aquae Arnemetiae) e destinato a soddisfare la forte domanda di quell'elemento chimico.
Le principali teorie sull'origine del toponimo "Peak" non vedono un collegamento con il termine che in lingua inglese vuol dire "picco", ma con i pecset, una tribù anglosassone che abitava le parti centrali e settentrionali dell'area dal VI secolo d.C., cioè quando apparteneva il territorio rientrava nel regno di Mercia. Interessanti a livello archeologico risultano i ritrovamenti dei tumuli di epoca anglosassone, tra cui Benty Grange, dove è stato trovato l'elmo omonimo.

### Miniera e cava
Nel Medioevo e nella prima età moderna l'area era prevalentemente utilizzata a scopo agricolo e come zona di pastura. A partire dal XVI secolo, la ricchezza mineraria e geologica assunse un valore ancor più significativo, poiché, oltre al piombo e al carbone, assunse interesse l'estrazione della fluorite, del rame dalle miniere di Ecton, dello zinco, del ferro, del manganese e dell'argento. La viaggiatrice inglese Celia Fiennes, nel corso del suo passaggio presso il Peak District nel 1697, scrisse di:
(Celia Fiennes)
Le prove dei lavori per l'estrazione del carbone si possono individuare tra Glossop e le cosiddette The Roaches e da Stocksbridge a Baslow. A oriente dei segni tangibili si scorgono all'estremità occidentale del bacino carbonifero dello Yorkshire meridionale, a occidente nella fetta del Cheshire compresa nel bacino carbonifero del Lancashire. L'attività estrattiva avviata nel Medioevo proseguì in maniera alterna nel corso dei secoli successivi e raggiunse l'apice nel Settecento e all'inizio dell'Ottocento, proseguito fino ai primi anni del Novecento. La prima estrazione mineraria ebbe luogo intorno agli affioramenti rocciose, dove i minatori potevano scavare più con facilità nel cuore delle colline. A Goyt's Moss e Axe Edge Moor le tracce dell'estrazione rimangono le più evidenti in assoluto, accresciute da quando si procedette con le macchine a vapore all'estrazione del carbone esaurendo quasi del tutto le miniere. Il carbone portato alla luce dall'est era usato nella fusione del piombo e quello dell'ovest per bruciare la calce.

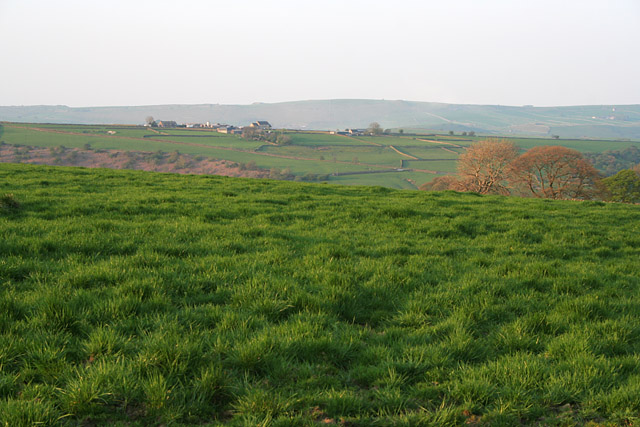
La brughiera di Barrow

L'estrazione del piombo raggiunse il picco nei secoli XVII e XVIII; alte concentrazioni sono state trovate nell'area di questo periodo, insieme alla torba su Kinder Scout, suggerendo che si verificò la fusione del piombo. L'estrazione di quest'ultimo, un sottoprodotto dell'estrazione di fluorite, barite e calcite, calò dalla metà del XIX secolo: l'ultima grande miniera andò chiusa nel 1939. I pozzi a campana venivano realizzati quando i minerali si trovavano particolarmente vicini alla superficie. La fluorite è chiamata localmente Blue John, il cui nome deriva forse dal francese bleu et jaune, espressione che ne descrive il colore. Il Blue John non viene estratto in grande quantità e attualmente la media si ferma a poche centinaia di chilogrammi ogni anno per usi ornamentali e legati alle tombe. La grotta di Blue John a Castleton è una grotta turistica aperta ai visitatori in cui è possibile ammirare come avvengono le operazioni di estrazione tramite delle simulazioni. L'estrazione mineraria su piccola scala avviene nella grotta di Treak Cliff.
L'estrazione industriale di calcare per produrre carbonato di sodio cominciò intorno a Buxton nel 1874. Nel 1926 l'attività di lavorazione della calce a Buxton finì sotto la supervisione dell'ICI. L'estrazione di pietra calcarea e arenaria su larga scala fiorì con il declino della domanda di piombo, rimanendo un settore importante anche se gli ambientalisti ne contestano ad oggi la prosecuzione dei lavori. Delle dodici grandi cave di calcare in funzione, Tunstead risulta una delle più grandi d'Europa. La produzione totale di calcare ha raggiunto cifre notevoli in tempi recenti: quando si toccò il picco nel 1990, si producevano 8,5 milioni di tonnellate.

### Sviluppo dell'industria tessile
Il settore tessile ha avuto una storia lunga centinaia di anni, considerando che già nel XIV secolo nell'area si commerciava in lana grezza. Vari abili filatori e sarti vissero in zona grazie all'esercizio della propria professione fino a quando, nel 1780, Richard Arkwright sviluppò macchinari idonei a produrre tessuti più velocemente e di qualità migliore. I primi cotonifici Arkwright si presentavano sotto forma di costruzioni semplici, strette, larghe e basse circa 2,7 m, con l'altezza del soffitto pari a soli 1,8-2,4 m e illuminata esclusivamente dalla luce del giorno. Il funzionamento delle nuove macchine avveniva grazie all'impiego di ruote idrauliche. Il Peak costituiva il luogo ideale per l'esercizio dell'attività avviata da Arkwright, in virtù dei suoi fiumi e dell'atmosfera umida. La manodopera locale si esaurì rapidamente e negli impianti di Litton Mill e Cressbrook, nella valle di Millers Dale, giunsero a lavorare bambini dell'età di appena quattro anni dalla workhouse di Londra in veste di apprendisti.
Man mano che la tecnologia progrediva, le valli strette si rivelarono inadatte rispetto ai mulini a vapore più grandi, ma quelli del Derbyshire continuarono a operare per il commercio di finiture e di prodotti di nicchia. Glossop beneficiò dell'industria tessile, in quanto la sua economia era legata a una tradizione di filatura e tessitura che era proseguita per tutto il periodo della rivoluzione industriale. Fino alla prima guerra mondiale, Glossop restò il quartier generale della più grande tipografia di calicò del mondo, ma dopo il crollo di Wall Street del 1929 la crisi si abbatté inesorabilmente sulla struttura compromettendola.

### Istituzione legislativa del parco
L'interesse per la località in esame riguardò in primis gli antichi sentieri che la attraversavano. Quando nel 1894 aveva visto la luce la Peak & Northern Footpaths Society (PNFS), costituita specificatamente per monitorare, proteggere e migliorare la rete di antiche rotte stradali del Peak District e delle aree circostanti, il sito cominciò ad avere una risonanza maggiore a livello nazionale. L'organizzazione summenzionata, attiva ancora attualmente, è la più antica società di sentieri regionali esistente nel Regno Unito.
L'idea di istituire un parco nazionale nella zona nacque in seguito ad una singolare protesta, inscenata il 24 aprile 1932 da alcuni escursionisti, che, saliti sulla cima del Kinder Scout e violando la condizione di proprietà privata del luogo, fecero pressione sulle autorità del Regno Unito affinché venisse creata un'area protetta nei dintorni delle grandi città industriali del nord-ovest dell'Inghilterra. Prima della protesta, l'accesso alla brughiera era precluso a tutti, essendo in possesso di imprenditori che le usavano solo per 12 giorni all'anno e affidavano la sorveglianza del luogo ai loro guardacaccia. Tuttavia, un provvedimento istitutivo arrivò solo decenni più tardi, quando il 17 aprile 1951 il Peak District National Park divenne il primo parco nazionale del Paese. L'attivista Ethel Haythornthwaite svolse un ruolo importante nello sviluppo del parco nazionale. I primi sentieri a lunga percorrenza nel Regno Unito riguardavano la Pennine Way, che aprì nel 1965 e partiva, allo stesso modo di oggi, dal Nags Head Inn, a Grindsbook Booth, una località compresa nel comune di Edale.
La brughiera di Saddleworth e la valle di Wessenden, a nord di Meltham, hanno acquisito notorietà dopo gli omicidi delle brughiere (Moors murders) avvenuti negli anni '60.

## Clima

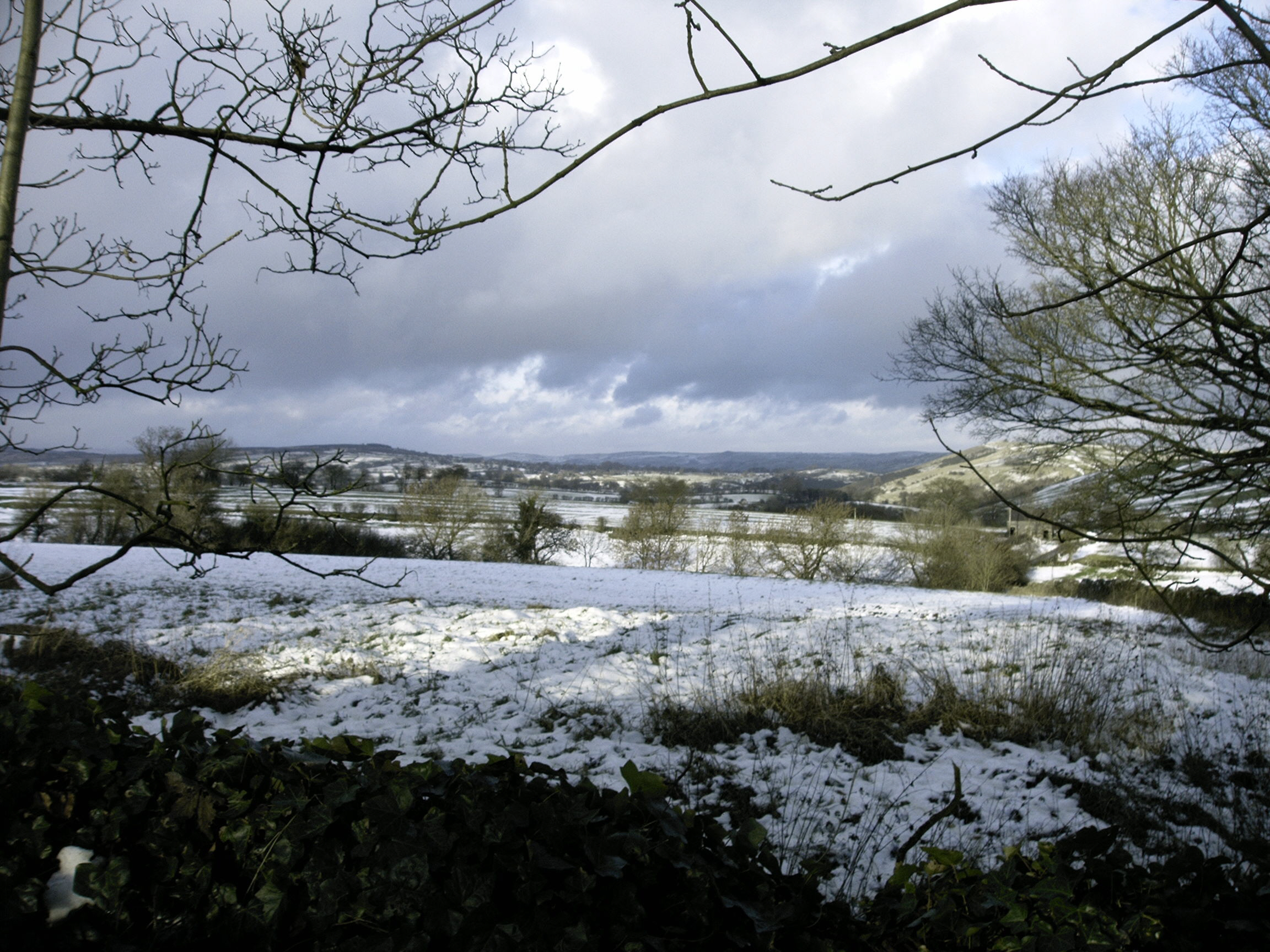
La brughiera a nord di Grindon, nello Staffordshire, coperta dalla neve

In virtù della quota abbastanza elevata del grosso dell'area, al di sopra dei 300 m s.l.m., nel centro del paese ad una latitudine di 53°N, le precipitazioni annuali sono relativamente elevate, con una media di 1.025 mm nel 1999. Il Dark Peak tende a ricevere più precipitazioni rispetto al White Peak, in virtù della maggiore altitudine. Le piogge a quota più elevata non influenzano la temperatura, che è in media la stessa del resto dell'Inghilterra e del Galles (10,3 °C).
Negli anni '70, il Dark Peak vantava una regolare media di più di 70 giornate di nevicate, ma da allora il totale è drasticamente diminuito. Ciononostante, le colline vedono ancora lunghi periodi di copertura nevosa continua in alcuni inverni. La neve della metà del mese di dicembre 2009 su alcune cime delle colline rimase ancora visibile fino alla fine di maggio 2010. Nello stesso inverno, la A635 (Saddleworth Moor) e la A57 (Snake Pass) rimasero chiuse per neve per quasi un mese. La copertura del gelo è visibile per il 20-30% dell'inverno sulla brughiera nel Dark Peak e il 10% nel White Peak.
La Moorland Indicators of Climate Change Initiative è stata istituita nel 2008 per raccogliere dati climatologici nell'area. Gli studenti hanno osservato l'interazione tra l'uomo e le brughiere e il loro effetto sui cambiamenti climatici, allo scopo di scoprire se le brughiere rappresentano un serbatoio di carbonio o una fonte, in quanto, tradizionalmente, le aree montane della Gran Bretagna contengono consistenti depositi di carbonio sotto forma di torba. Anche l'erosione e gli incendi, con riferimento all'impatto sul riscaldamento globale, non sono sfuggiti all'oggetto delle ricerche.

## Ambiente naturale
I terreni del Dark Peak, composti da arenarie e argilliti, consentono lo sviluppo di una brughiera di eriche e di sfagneti, che vengono sfruttati dall'uomo soprattutto come magro pascolo per le pecore e come terreno di caccia alla pernice bianca nordica, sebbene alcune aree siano anche messe a coltura, specialmente nella South West Peak NCA. Gli altopiani calcarei del White Peak sono più intensamente destinati all'allevamento e i pascoli migliori consentono la produzione di prodotti lattiero-caseari. Le aree boschive coprono solo l'8% del parco nazionale. I boschi spontanei di latifoglie crescono nelle ripide vallate (cloughs) sia del White che del Dark Peak, mentre sulle sponde dei bacini artificiali spesso si trovano piantagioni di conifere.

### Flora

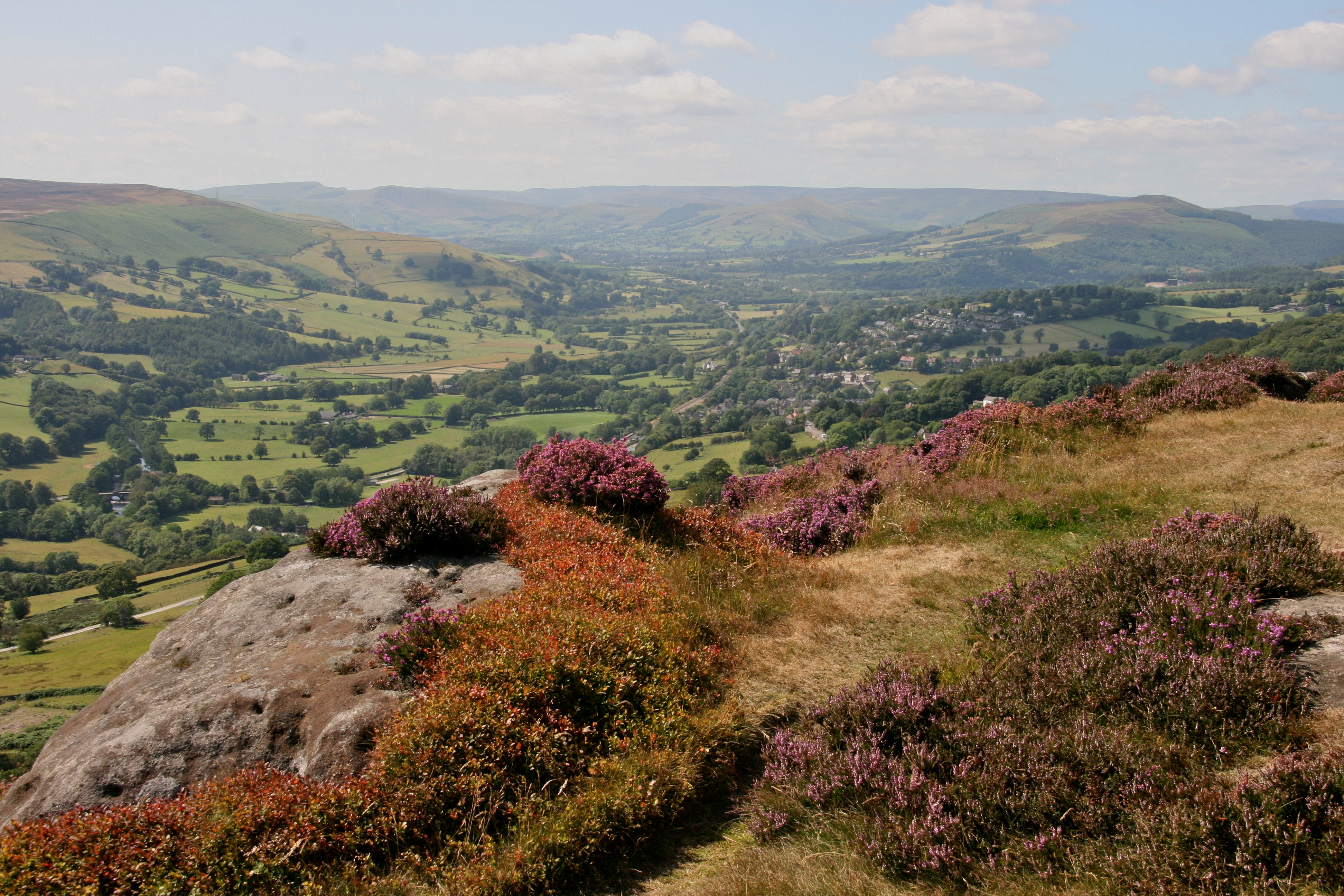
Dettaglio sulla flora locale in fiore e panorama nei pressi di Hathersage

Per quanto riguarda gli habitat, nel White Peak sono presenti prati calcarei, boschi di frassini e affioramenti rocciosi dove prosperano le specie amanti del sole, come l'orchide maschia (Orchis mascula), l'elleborina violacea (Epipactis atrorubens), la moscaria (Ophrys insectifera), l'eliantemo maggiore (Helianthemum nummularium), la Potentilla neumanniana e la parnassia (Parnassia palustris). Le aree che erano state destinate all'estrazione dei minerali di piombo, con i loro cumuli di detriti, formano un altro habitat caratteristico del White Peak, in cui cresce un'ampia gamma di rare piante metallofite, come la minuartia primaverile (Minuartia verna; nota localmente come leadwort, «erba del piombo»), l'erba storna cerulea (Noccaea caerulescens) e la viola gialla (Viola lutea).
Qui vivono due specie di piante vascolari endemiche, ovvero che non si trovano in nessun'altra parte del mondo: lo Hieracium naviense, presente solamente nel passo di Winnats, specie perenne propria delle falesie calcaree scoperta da J. N. Mills nel 1966 e descritta come una nuova specie nel 1968; e lo H. subprasinifolium, ritenuto estinto ma riscoperto sugli argini lungo il Monsal Trail nel Chee Dale nel 2017. Un'altra specie endemica, il muschio Thamnobryum angustifolium, è presente nelle vallate calcaree del Derbyshire e la localizzazione dell'unica popolazione conosciuta viene tenuta volontariamente segreta: la colonia copre una superficie di circa 3 m² di una parete rocciosa, con colonie più piccole nelle vicinanze.
La valeriana greca (Polemonium caeruleum), una rara specie caratteristica delle vallate calcaree del White Peak, è stata eletta fiore di campo simbolo del Derbyshire nel 2002. Cresce nei prati, nelle aree boschive rade, su ghiaioni e sporgenze rocciose e nelle vallate dei torrenti Lathkill, Wolfscote, Taddington, Wye e di altri corsi d'acqua. I pollini rinvenuti nelle torbiere indicano che subito dopo l'ultima era glaciale era diffusa in tutta la Gran Bretagna. Pur essendo molto comune nei giardini, dai quali si è affermata in altre parti dell'area, si incontra allo stato spontaneo solamente nel White Peak e nelle Yorkshire Dales.
Le brughiere, le torbiere, i margini degli affioramenti di arenaria e i prati acidi del Dark Peak ospitano relativamente poche specie: il brugo (Calluna vulgaris), l'empetro nero (Empetrum nigrum), il mirtillo nero (Vaccinium myrtillus) e l'erioforo (Eriophorum vaginatum) dominano le brughiere di altitudine. Dopo decenni di declino dovuto all'inquinamento, nell'area stanno tornando i muschi del genere Sphagnum, con specie quali lo S. cuspidatum particolarmente dominanti.

### Fauna

#### Mammiferi
La maggior parte dei mammiferi del Peak District appartiene a specie generaliste ampiamente diffuse in tutto il Regno Unito, ma nelle brughiere del Dark Peak vive l'unica popolazione selvatica di lepre variabile (Lepus timidus) di tutta l'Inghilterra. Scomparsa dalla regione, venne reintrodotta in epoca vittoriana a scopo venatorio. Una popolazione inselvatichita di wallaby dal collo rosso (Notamacropus rufogriseus) era presente intorno alle Roaches dagli anni '40, ma attualmente potrebbe essere scomparsa. Alcune mandrie di cervi, che si ritiene derivino da esemplari fuggiti dai parchi di Lyme Park e Chatsworth, si sono stabilite nella parte superiore della valle del fiume Goyt e nelle brughiere che sovrastano Baslow, mentre gli esemplari che vivono sulle Wharncliffe Crags, fuori dal parco nazionale, a nord di Sheffield, potrebbero essere i discendenti di una mandria oggetto di caccia che vive a Wharncliffe Chase. Un apposito piano per la conservazione della biodiversità è stato approntato per proteggere la lepre variabile, la lepre europea (Lepus europaeus), l'orecchione comune (Plecotus auritus), il moscardino (Muscardinus avellanarius), il topolino delle risaie (Micromys minutus), il riccio europeo (Erinaceus europaeus), la nottola comune (Nyctalus noctula), la lontra (Lutra lutra), la martora (Martes martes), la puzzola (Mustela putorius), il pipistrello pigmeo (Pipistrellus pygmaeus) e l'arvicola acquatica (Arvicola amphibius). Lo status della martora è incerto, ma negli ultimi decenni si sono verificati avvistamenti confermati nel Derbyshire e nello Staffordshire settentrionale e un esemplare appartenente a una popolazione gallese introdotta è stato trovato morto fuori dal parco nazionale su una strada tra Ripley e Belper nel 2018.

#### Uccelli
Per quanto riguarda l'avifauna, anch'essa, come per i mammiferi, è costituita per lo più da specie generaliste molto diffuse. Le brughiere del Dark Peak danno ancora sostentamento a popolazioni nidificanti di alcune specie tipiche delle alture, come il fanello nordico (Linaria flavirostris), il gufo di palude (Asio flammeus), il piviere dorato (Pluvialis apricaria), il piovanello pancianera (Calidris alpina), il merlo dal collare (Turdus torquatus), il culbianco (Oenanthe oenanthe) e lo smeriglio (Falco columbarius). Qui vivono le popolazioni nidificanti di fanello nordico e piviere dorato più meridionali di tutta l'Inghilterra e l'area di protezione speciale (SPA) delle brughiere del Peak District è un'area di importanza europea per le sue popolazioni di smeriglio, piviere dorato e gufo di palude. Nel Peak District non si trovano le grandi concentrazioni di limicoli nidificanti presenti più a nord, nei monti Pennini, ma le brughiere e i loro margini ospitano coppie nidificanti di chiurlo maggiore (Numenius arquata) e pavoncella (Vanellus vanellus), nonché limicoli più sfuggenti come il piovanello pancianera e il beccaccino (Gallinago gallinago).
Il gallo forcello (Lyrurus tetrix) si è estinto nel 2000, ma nel 2003 ne è stata tentata la reintroduzione. Le cave e gli affioramenti rocciosi forniscono siti di nidificazione per il falco pellegrino (Falco peregrinus) e il corvo imperiale (Corvus corax). Corvi e poiane (Buteo buteo) si incontrano sempre più spesso man mano che il loro areale britannico si espande verso est, forse a causa di una generale riduzione delle persecuzioni illegali, fattore che ha limitato il numero di esemplari di rare specie di rapaci come l'astore (Accipiter gentilis), il falco pellegrino e l'albanella reale (Circus cyaneus). Dagli anni '90 in poi si è intensificata la presenza umana nelle brughiere montane per la caccia alla pernice bianca scozzese (Lagopus lagopus scoticus). Ciò ha comportato un aumento della pratica degli incendi artificiali per evitare che le pernici si allontanino dal normale areale di distribuzione e a un'avversione nei confronti dei naturali predatori della specie cacciata, intaccando il regime di normalità della catena alimentare locale. La sorte di entrambi i comportamenti appena esposti è stata ritenuta controversa e ha spinto taluni a richiedere maggiori controlli sulle attività compiute dai proprietari delle brughiere. Il progetto Birds of Prey persegue il fine di collaborare con i proprietari terrieri per migliorare le condizioni di vita degli uccelli predatori nel Peak District. Grazie all'adozione di politiche intese a contrastare la caccia alle pernici, il numero di uccelli rapaci nidificanti è salito, benché i numeri complessivi rimangano comunque bassi. La RSPB ha ritirato il suo sostegno al programma nel 2018, adducendo come pretesto il fallimento della campagna e il conflitto di interessi tra alcune delle organizzazioni che avrebbero dovuto dimostrarsi contrarie alla caccia dei rapaci e che invece nei fatti non avevano assunto una posizione forte, come ad esempio la Moorland Association e la National Gamekeepers' Organisation.
I fiumi impetuosi attirano specialisti come la ballerina gialla (Motacilla cinerea), il merlo acquaiolo (Cinclus cinclus), il piro-piro piccolo (Actitis hypoleucos), l'anatra mandarina (Aix galericulata) e lo smergo maggiore (Mergus merganser). Le aree boschive e semiboschive attirano il codirosso comune (Phoenicurus phoenicurus), la balia nera (Ficedula hypoleuca), il luì verde (Phylloscopus sibilatrix) e il prispolone europeo (Anthus trivialis), mentre le piantagioni di conifere ospitano il lucherino (Spinus spinus) e il crociere (Loxia curvirostra). I bacini idrici montani del Dark Peak sono generalmente oligotrofi e attirano pochi uccelli, ma quelli di pianura ai margini meridionali, come il bacino idrico Carsington e Ogston attirano regolarmente rare specie di passo e svernanti come vari limicoli, anatidi, gabbiani e sterne. L'area è regolarmente sorvolata da popolazioni svernanti di oca zamperosee (Anser brachyrhynchus) che si spostano tra l'Anglia orientale e la baia di Morecambe. Il merlo acquaiolo, il piviere dorato, l'albanella reale, lo smeriglio e il gufo di palude sono specie la cui tutela è considerata prioritaria dal piano d'azione per la biodiversità locale.
I reperti fossili indicano che il Peak District un tempo era abitato da un eclettico insieme di specie, molte delle quali non si trovano più in Gran Bretagna, come il rondone maggiore (Tachymarptis melba), la gru damigella (Grus virgo) e la poiana codabianca (Buteo rufinus). Scomparsi dal Peak District a causa delle attività umane sono il francolino di monte (Tetrastes bonasia), il gallo cedrone (Tetrao urogallus) e l'aquila reale (Aquila chrysaetos).

#### Altri taxa
Nella regione si trovano anfibi e rettili come la lucertola vivipara (Zootoca vivipara), la biscia dal collare barrata (Natrix helvetica), l'orbettino (Anguis fragilis) e il tritone crestato (Triturus cristatus). Le brughiere orientali sono una roccaforte per il marasso (Vipera berus).
Tra i pesci originari del Peak District vi sono il salmone atlantico (Salmo salar), la trota atlantica (Salmo trutta), l'anguilla (Anguilla anguilla), lo scazzone (Cottus gobio), la lampreda comune (Lampetra planeri) e il temolo (Thymallus thymallus). Una popolazione, forse unica, di trote iridee (Oncorhynchus mykiss) «selvatiche» sopravvive nel fiume Wye, dopo esservi stata introdotta all'inizio del XX secolo.
Tra le farfalle presenti figurano il tagete (Erynnis tages), l'aricia dei campi (Aricia agestis), il cupido minore (Cupido minimus) e il Satyrium w-album, tra le falene la Stilbia anomala, la Ceramica pisi, la Melanchra persicariae, l'Euxoa nigricans, l'Amphipyra tragopoginis e la Spilosoma lubricipeda. Altri invertebrati che vivono in zona sono il bombo Bombus monticola, il ragno Monocephalus, il grillotalpa (Gryllotalpa gryllotalpa), la tipula Lipsothrix, la formica Formicoxenus nitidulus, il coleottero Meloe violaceus e il gambero di fiume europeo (Austropotamobius pallipes).

## Geografia umana

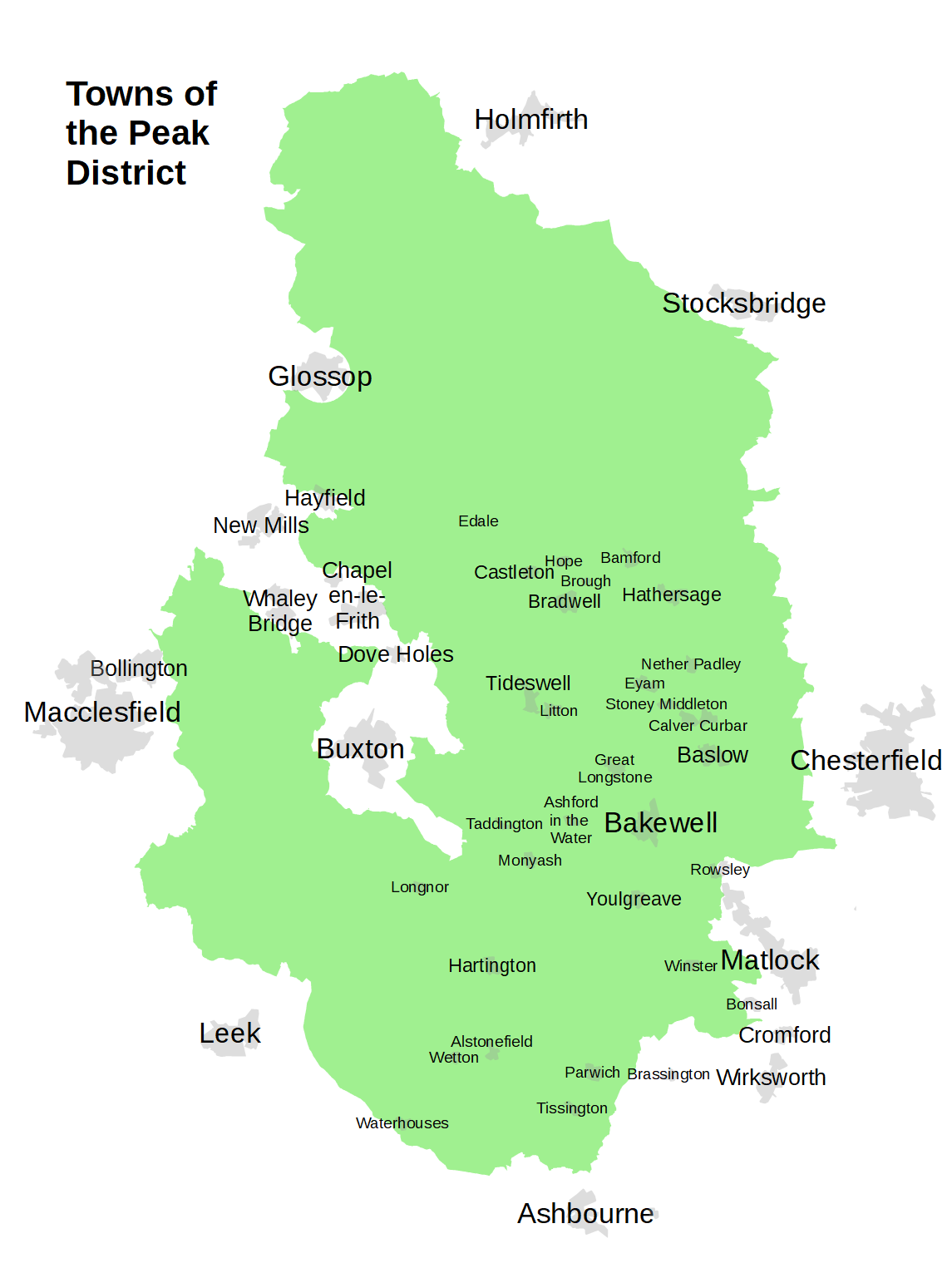
Le città distribuite intorno al Peak District

Bakewell è il più grande insediamento compreso nel parco nazionale ed è sede degli uffici della National park authority, ente responsabile della zona protetta. Il suo ponte a cinque arcate sul fiume Wye risale al XIII secolo. Particolare attenzione meritano Castleton, centro di produzione di un minerale semiprezioso, il cosiddetto Blue John, ed Eyam, nota storicamente per la quarantena autoimpostasi durante il periodo della peste nera. Edale rappresenta l'estremità meridionale della Pennine Way, un percorso escursionistico nazionale lungo 431 km che attraversa la maggior parte dei Pennini e termina a Kirk Yetholm, all'altezza del confine scozzese. Il parco include altresì l'agglomerato situato alla quota più elevata del Regno Unito, Flash (463 m s.l.m.). Si segnalano come insediamenti di una certa consistenza anche Hathersage, Hartington, Ilam e Tideswell.
Le città di Glossop, Chapel-en-le-Frith, Buxton, Macclesfield, Leek, Ashbourne, Matlock e Chesterfield sono localizzate ai margini del parco nazionale. La città termale di Buxton fu costruita dai duchi di Devonshire come un raffinato luogo di cura nel XVIII secolo, mentre le terme di Matlock Bath, nella valle del fiume Derwent, divennero popolari in epoca vittoriana. Hayfield si trova ai piedi del Kinder Scout, la vetta locale più alta. Altre città e villaggi concentrate alle porte del parco includono Whaley Bridge, Hadfield, Tintwistle, Darley Dale e Wirksworth nel Derbyshire, Stocksbridge nello Yorkshire meridionale e Marsden e Holmfirth nello Yorkshire occidentale.

### Trasporti

Mappa che mostra i tunnel sotto il Peak District

Le prime strade costruite dai romani potrebbero aver seguito i percorsi oggi esistenti; la rete del tempo collegava gli insediamenti e i forti di Aquae Arnemetiae (Buxton), Chesterfield, Ardotalia (Glossop) e Navio (Brough and Shatton) e altri ancora. Si ritiene che parti della moderne A515 e A53 a sud di Buxton seguano i percorsi delle strade romane.
I percorsi compiuti a cavallo attraversarono il sito per tutto il Medioevo, sfruttando talvolta le strade rialzate e lastricate come la Long Causeway lungo lo Stanage Edge. Ciononostante, nessuna strada di un certo spessore appare sulla mappa del 1579 del Derbyshire del cartografo Christopher Saxton (1540 circa-1610 circa). La costruzione di ponti migliorò la rete di trasporti presente nella regione.
I tempi di percorrenza subirono una diminuzione grazie all'introduzione di strade a pedaggio dal 1731, ma il viaggio da Sheffield a Manchester nel 1800 durava ancora 16 ore, spingendo Samuel Taylor Coleridge a concludere sarcasticamente: "Potrebbe superarci persino una tartaruga!". A partire dal 1815 circa, furono costruite strade a pedaggio di migliore qualità. Lo Snake Pass, una sezione della A57, vide la luce sotto la direzione di Thomas Telford nel 1819-1821.
Le strade principali sono la A57 tra Sheffield e Manchester, la A628, il passo di Woodhead, tra Barnsley e Manchester via Longdendale, la A6 da Derby a Manchester via Buxton, la Cat and Fiddle Road da Macclesfield a Buxton e, a nord, la A635 da Manchester a Barnsley. Le strade e le corsie sono spesso congestionate e trovare parcheggio risulta problematico nelle città e negli insediamenti, soprattutto in estate. La proposta di introdurre un più salato pedaggio per evitare la congestione nel 2005 andò respinta.
Il canale di Cromford fu aperto nel 1794 per trasportare carbone, piombo e ferro al canale di Erewash, ma nel 1944 subì la chiusura. I canali e le strade a pedaggio dovettero competere con le ferrovie dopo il 1825. La prima ferrovia, la Cromford and High Peak Railway, collegava l'incrocio di High Peak a Whaley Bridge, era una linea industriale, ma presto si unirono corse legate anche a passeggeri che non lavoravano in zona, tra cui la linea Woodhead (da Sheffield a Manchester via Longdendale) e la Manchester, Buxton, Matlock e Midlands Junction Railway. Diverse ferrovie cedettero il passo negli anni '60 ai tagli di Beeching.

#### Trasporti pubblici

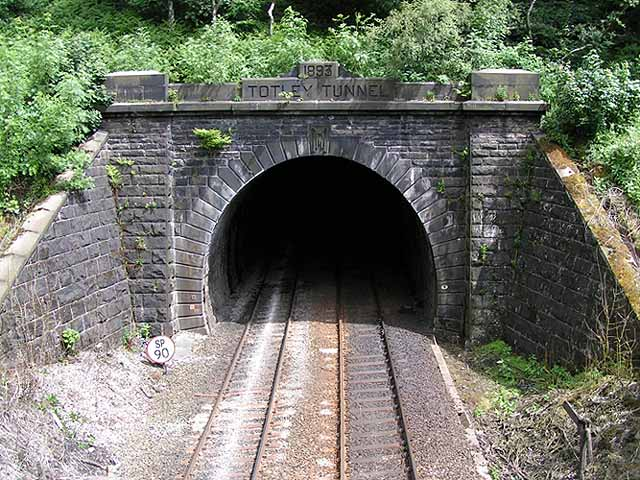
La galleria di Totley sulla linea da Manchester a Sheffield

Il Peak District è raggiungibile con i mezzi pubblici. I servizi ferroviari corrono lungo la linea della valle di Hope tra Sheffield e Manchester, la tratta della valle di Derwent tra Derby e Matlock, la Buxton e la Glossop, che collega il parco a Manchester, e la linea Huddersfield line da Manchester a Huddersfield.
I servizi forniti tramite bus da compagnie di trasporti quali la Transpeak e la National Express forniscono l'accesso a Matlock, Bakewell e Buxton da Derby, Nottingham e Manchester, ma vi sono anche corse regolari che giungono da Sheffield, Glossop, Stoke, Leek e Chesterfield. Gli aeroporti più vicini sono quello di Manchester, di Doncaster-Sheffield e delle Midlands Orientali.
Nelle zone rurali, i minibus operano dalle città ai villaggi più piccoli. I treni della linea della valle di Hope e di Buxton servono le stazioni di Hathersage, Hope e Edale.
Cycle England ha investito 1,25 milioni di sterline nella costruzione e nel miglioramento delle piste ciclabili nel parco nazionale per il tempo libero e il pendolarismo.
Le sorgenti di Buxton e Ashbourne consentono di imbottigliare acqua minerale e molte piantagioni vengono sfruttate per la produzione di legname. Tra le altre produzioni si annoverano lo stabilimento di posate di David Mellor a Hathersage, quello per i materiali d'attrito della Ferodo a Chapel-en-le-Frith e quello di apparecchiature elettroniche a Castleton. Delle circa 2700 aziende agricole del parco nazionale, la maggior parte delle quali si estende per meno di 0,4 km², il 60% è gestito a tempo parziale da un agricoltore con un secondo lavoro.

## Luoghi d'interesse
La concezione del Peak District come luogo pubblico in cui potersi rifugiare in cerca della natura e di attività ricreative da compiere all'aperto è rimasta immutata (anzi è cresciuta) all'inizio del terzo millennio per la popolazione della Manchester industriale e di Sheffield. In un sondaggio del 2005 tra i visitatori, l'85% degli intervistati dichiarava di essersi recato nel Peak District avendo considerato già solo il paesaggio stesso come una valida fonte di attrazione. Oltre al fascino dei paesaggi, che indubbiamente costituiscono un elemento essenziale nella volontà dei visitatori di recarsi in zona, vi sono anche altre attrazioni da considerare.

### Buxton

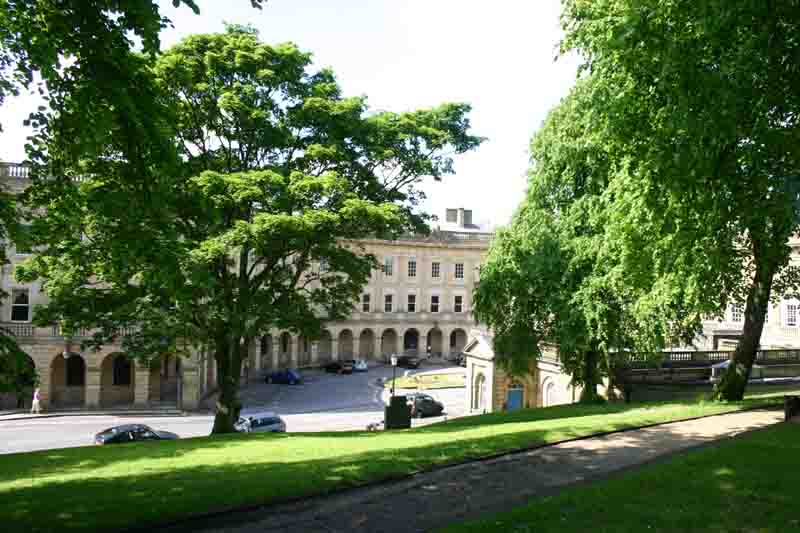
Il Buxton Crescent e il pozzo di Sant'Anna

Buxton è diventata una popolare stazione termale grazie alla sua sorgente geotermica, che sgorga a una temperatura costante di 28 °C. Colonizzata dai romani intorno al 78 d.C. e allora conosciuta come Aquae Arnemetiae, la stazione termale era dedicata alla dea del bosco Arnemezia. Bess di Hardwick e suo marito Geprge Talbot, conte di Shrewsbury, "acquisirono le acque" nel 1569, ospitando in loco Maria Stuarda nel 1573. La città crebbe di importanza verso la fine del XVIII secolo, quando il quinto duca di Devonshire si preoccupò di conferire alle terme lo stile di Bath.
Una rinnovata curiosità per il sito nel XVIII secolo attirò in loco Erasmus Darwin e Josiah Wedgwood, affascinanti dalle rinomate proprietà curative riconosciute alle acque. I primi binari raggiunsero la città di Buxton nel 1863. Tra gli edifici degni di nota si segnalano il The Crescent (1780–1784), realizzato da John Carr Sulla scia del Royal Crescent di Bath, il Devonshire (1780-1789), i Natural Baths e la Pump Room di Henry Currey, i Pavilion Gardens aperti nel 1871 e il teatro, progettato da Frank Matcham nel 1903.

### Edifici storici
Gli edifici storici nel parco includono Chatsworth House, storica sede dei duchi di Devonshire e considerata tra le più belle residenze signorili della nazione; la medievale Haddon Hall, sede dei duchi di Rutland; e Lyme Park, una vasta tenuta elisabettiana celebre per la facciata realizzata in stile italianeggiante. Altri edifici storici nel parco includono Eyam Hall, Ilam Hall e Tissington Hall. Molti insediamenti più o meno popolosi vantano chiese parrocchiali di un certo pregio architettonico, tra cui spiccano la chiesa di San Giovanni Battista del XIV secolo di Tideswell, a volte soprannominata la "Cattedrale di Peak", e la chiesa di San Nicola di High Bradfield. La "tomba di Little John", l'amico fidato di Robin Hood nelle leggende popolari medievali, è situata nel cimitero di Hathersage. Di pregevole fattura è il castello Peveril, il quale domina Castleton e fu costruito dai normanni.

### Musei e tradizioni
All'interno del parco, il museo di Eyam espone la storia del villaggio all'epoca della peste nera. Castleton vanta quattro grotte, ovvero quella di Peak, di Blue John, di Treak Cliff e di Speedwell. Più esternamente nell'area del parco, un altro punto caratteristico è costituito dal museo della miniera di Matlock Bath, a cui si affiancano il Temple Lead Mine, i mulini della valle del Derwent (patrimonio dell'umanità) e il mulino ad acqua di Brindley a Leek. A testimoniare la storia dei trasporti nella regione si possono segnalare le ferrovie preservate nel loro antico stato come quella di Peak Rail, compresa nella valle di Ecclesbourne e di Churnet, oltre al museo nazionale tranviario di Crich e al canale di Cromford. Matlock Bath ospita pure le grotte e le miniere delle Heights of Abraham, che si possono raggiungere in funivia, e il parco a tema di Gulliver's Kingdom. Anche Buxton vanta un museo, una galleria d'arte e la grotta di Poole, talvolta utilizzata come scenario per eseguire opere teatrali. Tra le altre attrazioni ai margini della zona protetta si segnalano il parco a tema di Alton Towers e il Peak Wildlife Park.

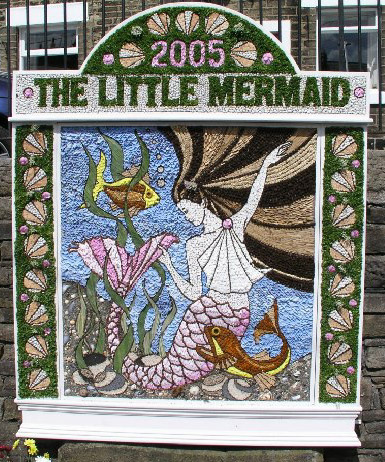
Un well dressing a Hayfield

Delle cerimonie dedicate al well dressing, una particolare tecnica artistica britannica popolare durante la primavera perché le opere vengono realizzate con petali di fiore, si tengono in molti paesi nei mesi primaverili ed estivi, una tradizione che si dice risalga a consuetudini pagane. Ulteriori tradizioni locali includono la giornata di Castleton Garland e il Royal Shrovetide Football di Ashbourne, tenutesi ogni anno sin dal XII secolo e non celebratesi di recenti solo a causa della pandemia di COVID-19. Buxton ospita due festival lirici, quello di Buxton e quello internazionale di Gilbert e Sullivan, mentre il Buxton Festival Fringe e il festival letterario di Peak si tengono in località sempre diverse all'interno del parco a cadenza biennale. Le specialità gastronomiche locali includono il Bakewell pudding, un dessert locale assai differente dalla più nota e comune versione del Bakewell tart disponibile a livello nazionale, e il famoso formaggio Stilton, così come altri prodotti caseari locali prodotti a Hartington.

## Cultura

### Arte e letteratura

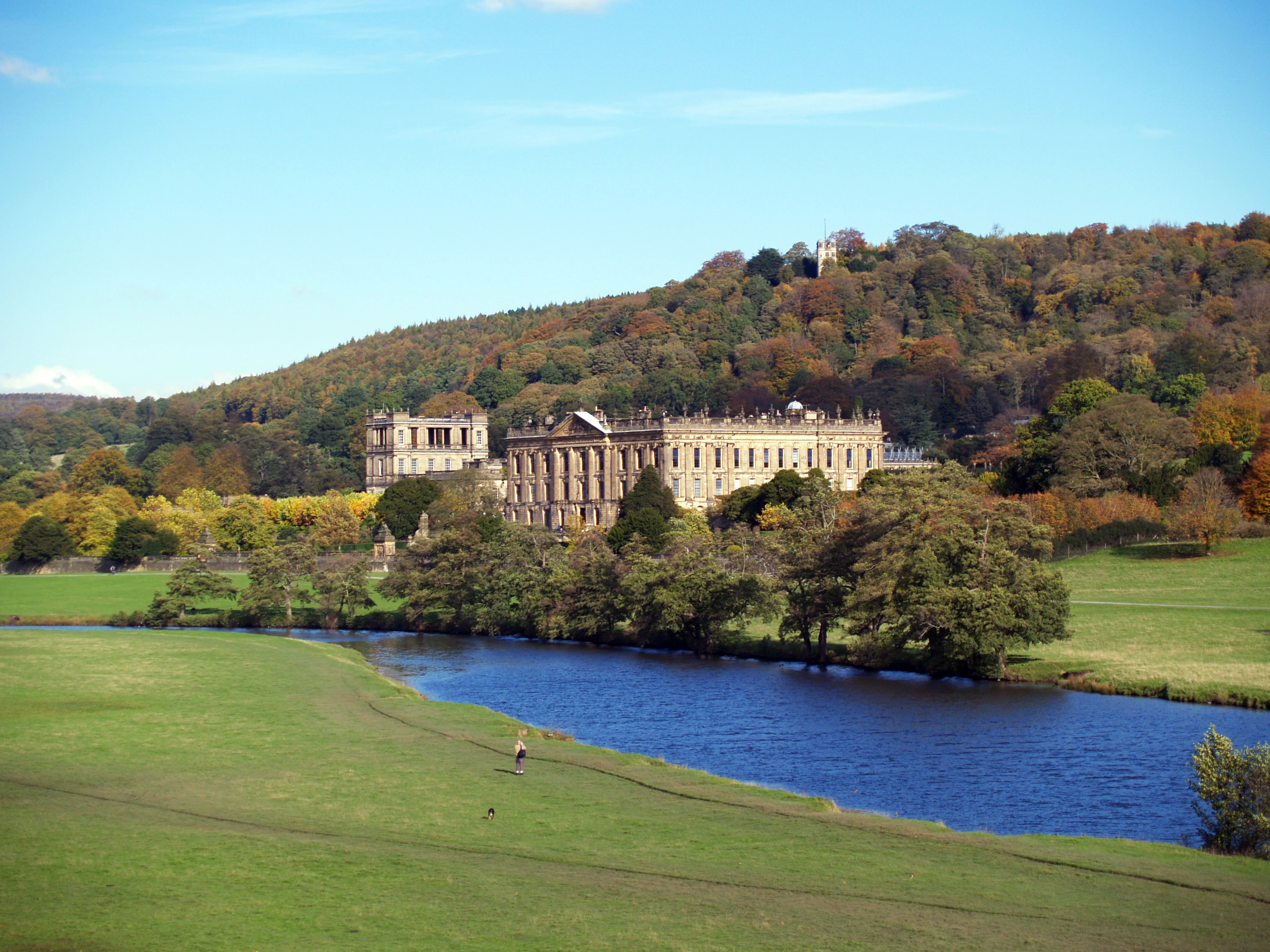
Chatsworth House, che ha fornito l'ambientazione per un adattamento del 2005 di Orgoglio e pregiudizio

I paesaggi locali hanno ispirato scrittori per secoli. Vari luoghi sono stati identificati da Ralph Elliott e altri come luoghi nel poema del XIV secolo Sir Gawain e il Cavaliere Verde: nel testo in questione si ipotizza che la Chiesa di Lud corrisponda alla Cappella Verde.
Le scene chiave del romanzo del 1813 di Jane Austen Orgoglio e pregiudizio sono ambientate presso e nei dintorni di Chatsworth House. Peveril of the Peak (1823), un'opera di Walter Scott, è un romanzo storico ambientato nel castello di Peveril, a Castleton, durante il regno di Carlo II. William Wordsworth era un assiduo frequentatore di Matlock; il Peak District ha ispirato molte delle sue poesie, tra cui un sonetto del 1830 ambientato a Chatsworth House. Il villaggio di Morton nel romanzo del 1847 di Charlotte Brontë Jane Eyre è basato su Hathersage, dove Brontë soggiornò nel 1845; Thornfield Hall potrebbe essere stato ispirato dalla vicina North Lees Hall. La Snowfield descritta da George Eliot nel romanzo di Adam Bede (1859) potrebbe avere qualche punto di contatto con Wirksworth, dove suo zio gestiva un mulino; sono presenti inoltre Ellastone (con il nome di Hayslope) e Ashbourne (come Oakbourne).
Beatrix Potter, ideatrice di Peter Rabbit, fece visita a suo zio Edmund Potter presso la sua tipografia a Dinting Vale. Lì emulò dei campioni di stoffa dal suo libro di modelli per assegnarli ai suoi personaggi. Lo scialle della signora Tiggywinkle, in The Tale of Mrs. Tiggy-Winkle, ha legami con il modello numero 222714.
L'autrice per ragazzi Alison Uttley (1884-1976), nata a Cromford, ambientò il suo romanzo Un viaggiatore nel tempo a Dethick. Qui racconta la cospirazione di Babington per liberare Maria Stuarda dalla prigionia. Crichton Porteous (1901-1991) ambientò diversi libri nelle località di Peak, quali Toad Hole, Lucky Columbell e Broken River, che si svolgono nella valle superiore del Derwent. Il primo romanzo di Geraldine Brooks, Annus Mirabilis (2001), fonde realtà e finzione nella storia del villaggio di Eyam all'epoca della peste. Eyam ha altresì ispirato Children of Winter del romanziere per bambini Berlie Doherty, che ha ambientato diverse altre opere nel Picco, tra cui Deep Secret, basato sull'allagamento di Derwent e Ashopton a causa dell'esondazione del bacino di Ladybower, e Blue John, con un chiaro richiamo alla caverna di Castleton.

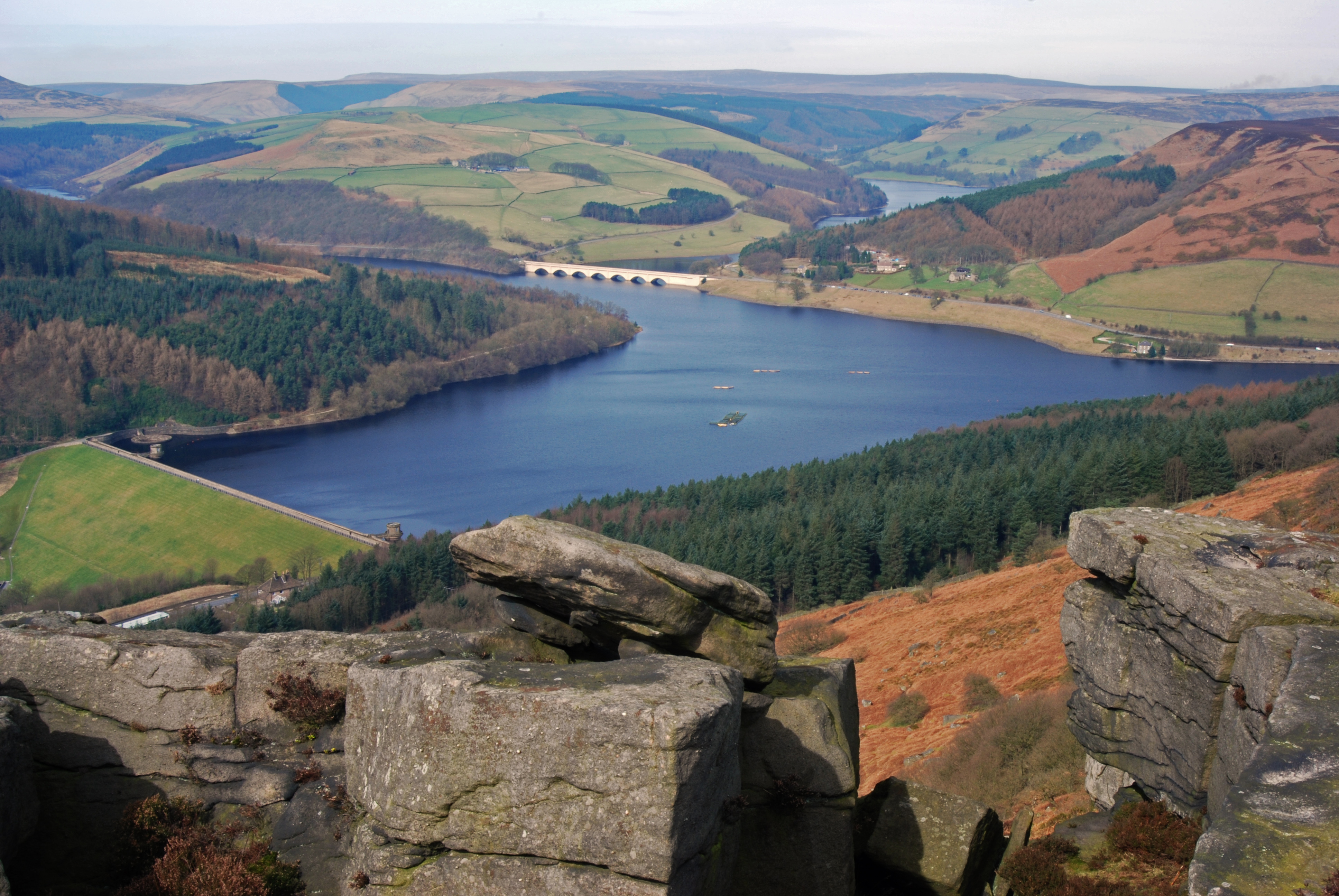
Il bacino di Ladybower, nella valle superiore del Derwent, che ha funto da ispirazione per il romanziere per bambini Berlie Doherty e per altri autori

Molti testi gialli e dell'orrore sono stati ambientati nella zona protetta in esame. Il Terrore della Grotta di Blue John di Arthur Conan Doyle (1859-1930) racconta degli eventi in chiave fantasiosa e misteriosa accaduti nelle miniere di Blue John. Sherlock Holmes indaga sul rapimento di un bambino nel racconto intitolato L'avventura della scuola del priorato in una brughiera della zona. Molte storie dell'orrore dell'autore locale Robert Murray Gilchrist presentano un qualche riferimento alla geografia di Peak. Stephen Booth ha ambientato una serie di gialli in luoghi del parco nazionale in questione reali e immaginari, mentre In Pursuit of the Proper Sinner, uno dei misteri dell'ispettore Lynley di Elizabeth George, è ambientato nell'immaginaria Calder Moor. Un altro autore locale che ambienta romanzi polizieschi in situ è Sarah Ward.
Altri scrittori e poeti che hanno vissuto o visitato il Peak includono Samuel Johnson, William Congreve, Anna Seward, Jean-Jacques Rousseau, Lord Byron, Thomas Moore, Richard Furness, D. H. Lawrence, Vera Brittain, Richmal Crompton e Nathaniel Gould.

### Cinema
I paesaggi e le case storiche costituiscono ambientazioni popolari per il piccolo e grande schermo. Il classico del 1955 I guastatori delle dighe è stato girato nei bacini della valle superiore del Derwent, dove ci si addestrava a compiere dei bombardamenti sulle dighe posizionate sulla Ruhr costruite durante la seconda guerra mondiale.
Negli adattamenti di Orgoglio e pregiudizio, Longnor subentrava a Lambton e Lyme Park e Chatsworth House rimpiazzavano Pemberley. Haddon Hall è stata indicata come Thornfield Hall in due adattamenti di Jane Eyre ed è apparsa in diverse pellicole, tra cui Elizabeth, La storia fantastica e L'altra donna del re. La serie televisiva britannica del genere drammatico Peak Practice è ambientata in un ambulatorio medico in Cardale, una piccola città immaginaria nell'area del Peak District. Le scene sono state girate a Crich, Matlock e altre località comprese nel parco. La sitcom più longeva al mondo (1973-2010), Last of the Summer Wine, è stata girata a Holmfirth e nella circostante valle di Holme.

## Economia

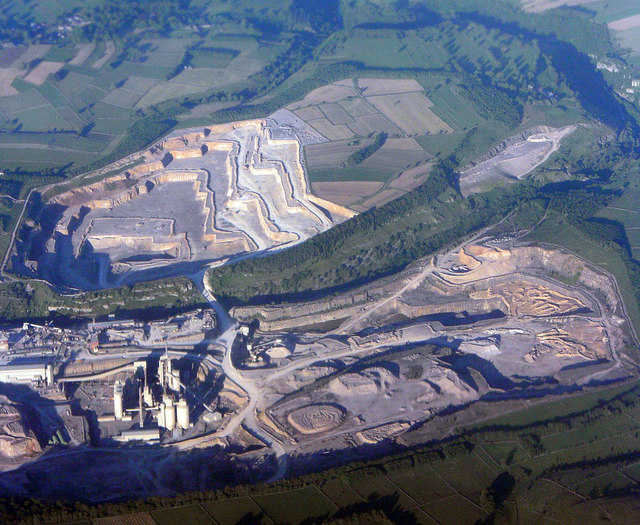
La cava di Tunstead

Secondo le stime di diversi autori, il turismo fornirebbe 500 posti di lavoro a tempo pieno, 350 part-time e 100 stagionali. Il 24% dei residenti nell'area del parco lavora per esso, ma anche il settore secondario (19%), le cave attive (12%) e l'agricoltura (12%) forniscono impiego agli abitanti del posto. Ad ogni modo, è il cementificio di Hope a risultare il più grande datore di lavoro nell'area. Il calcare resta il principale materiale estratto, essendo principalmente destinato per strade e cemento; lo scisto viene estratto per il cemento a Hope e diverse cave di arenaria rimangono attive per la costruzione di pietre. L'estrazione di piombo non risulta più un'attività economica né redditizia come in passato, ma fluorite, barite e calcite vengono ancora estratte dai filoni di piombo e su piccola scala si procede a ottenere il Blue John a Castleton.

### Turismo
Il De Mirabilibus Pecci o Le sette meraviglie di Peak (The Seven Wonders of the Peak) di Thomas Hobbes (1636) fu una delle prime descrizioni turistiche dedicate all'area in esame mai pubblicate. I toni con cui la regione è stata descritta sono generalmente poco positivi, con Daniel Defoe che, ad esempio, definì le brughiere di Chatsworth "un deserto desolato e fetido" e disprezzò in particolare la caverna di Peak vicina a Castleton, definendola come il "culo del diavolo". Il numero di visitatori non conobbe un incremento fino all'epoca vittoriana, quando le ferrovie migliorarono l'accesso al luogo e si diffuse una rivalutazione in chiave culturale dell'area durante il Romanticismo. La Mineralogia del Derbyshire (Mineralogy of Derbyshire) del 1802 di John Mawee Le gemme di Peak (Gem of the Peak) di William Adam (1843) permisero di elevare il sito a un punto interessante in ambito geologico.
Con i suoi circa 22000000 di turisti in media all'anno, il cui numero è sceso solo a causa della pandemia di COVID-19, il Peak District National Park risulta il parco nazionale più visitato d'Europa, secondo al mondo solo dopo quello del Fuji, in Giappone.

#### Attività ricreative

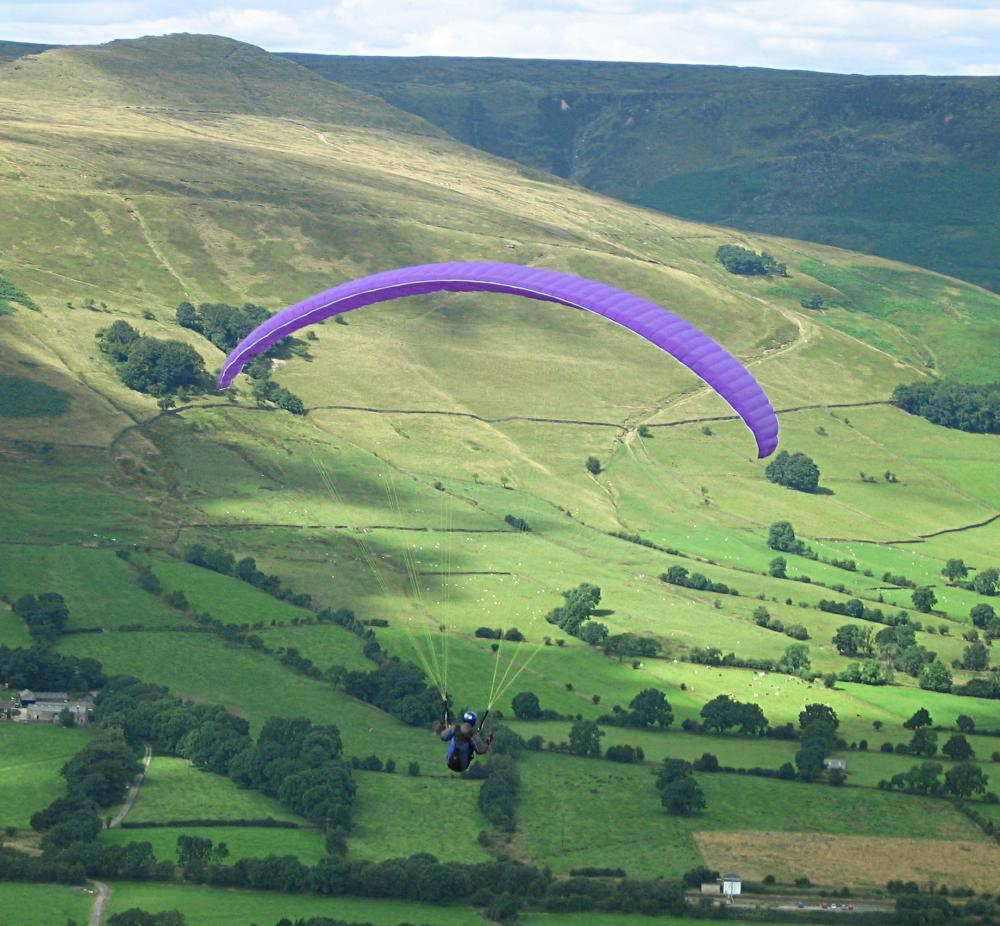
Parapendio da Mam Tor

Una vasta rete di sentieri pubblici e a lunga distanza di oltre 2900 km in totale e sono disponibili ampie aree ad accesso libero per passeggiate in collina ed escursionismo. La Pennine Way attraversa il Dark Peak da Edale al confine settentrionale del parco appena a sud di Standedge. Le mulattiere vengono percorse da ciclisti, così come dai fantini: della stessa fortuna godono il Tissington Trail e l'High Peak Trail, che sfruttano le vecchie linee ferroviarie. Il Peak District Boundary Walk è un percorso circolare lungo 310 km che corre intorno alla zona protetta.
La scelta di convertire vecchi tracciati ferroviari in piste ciclabili multifunzionali ha riscosso parecchia fortuna. Dopo la chiusura della Woodhead Line tra Hadfield e Penistone, una parte dei binari è stata utilizzata per la sezione del Longdendale Trail, a sua volta compresa nel Trans Pennine Trail tra Hadfield e Woodhead. La tratta ferroviaria tra Manchester, Buxton, Matlock e lo snodo tra Rowsley e Buxton ha contribuito a definire il tracciato del Monsal Trail. Il binario della ferrovia di Cromford e High Peak è stato aperto e incorporato nell'High Peak Trail. Il Tissington Trail sfrutta un'altra linea in disuso collocata tra Buxton e Ashbourne, mentre la Manifold Way segue la vecchia tratta della ferrovia leggera della valle di Leek e Manifold a cavallo fra Waterhouses e Hulme End.
Le autorità locali gestiscono centri di noleggio biciclette ad Ashbourne, Parsley Hay, Middleton Top, la valle dell'alto Derwent e Hulme End. L'accesso con sedia a rotelle è possibile in diversi punti dei sentieri su binari e i centri di noleggio delle biciclette offrono veicoli adattati agli utenti disabili. Un progetto volto a rendere i sentieri più accessibili ai pedoni meno agili ha sostituito le precedenti scale con dei cancelli.

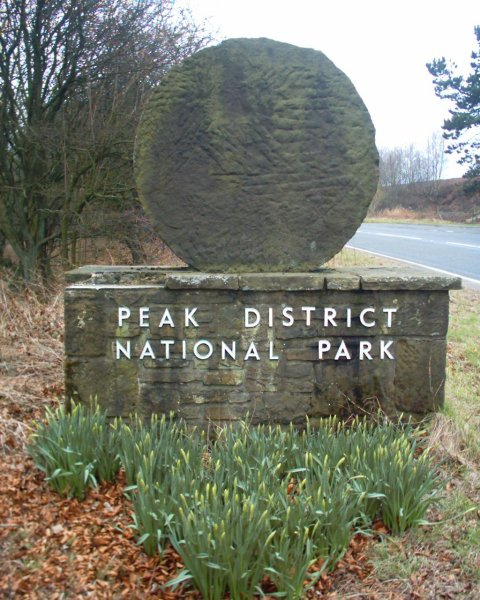
Monumento posto a uno degli ingressi del parco che comunica ai turisti il loro ingresso nella zona protetta

Gli affioramenti di pietre molari a Stanage Edge e The Roaches sono riconosciuti tra gli appassionati di scalate come alcuni dei migliori siti al mondo. Il calcare risulta più instabile, ma offre molte salite di prova. Interessato ad esplorarne gli interni, nei primi anni '50 fece il suo ingresso nella grotta di Thor lo scalatore Joe Brown e il suo gruppo di viaggio nel corso della sua ascesa. Degli undici percorsi su calcare ne ha fornito una classificazione il British Mountaineering Council (BMC), ritenendo il grado di difficoltà compreso tra Very Severe e E7: con il tempo sono stati scoperti anche altri percorsi alternativi.
La speleologia si svolge nelle numerose grotte locali, negli anfratti di dimensione minore e nelle vecchie miniere scavate nel calcare del White Peak. La grotta di Peak, la più grande e importante del sistema di caverne del posto, è talmente estesa da essere persino collegata al sistema di Speedwell a Winnats, localizzato a 200 metri circa sottoterra. Molte vecchie miniere trovarono la loro origine sotto forma di gallerie sviluppatesi sulla scia di anfratti naturali: è il caso di Castleton, Winnats, Matlock, Stoney Middleton, Eyam, Monyash e Buxton.
Bacini idrici come quello di Torside, Damflask, Carsington e Rudyard consentono l'esercizio di sport acquatici quali la vela, la pesca e il canottaggio. Tra le ulteriori attività ricreative espletabili in zona si annoverano la possibilità di volare con il deltaplano o con il parapendio, il birdwatching, la corsa, la guida su percorsi off-road e l'orientamento.

## Impatto antropico

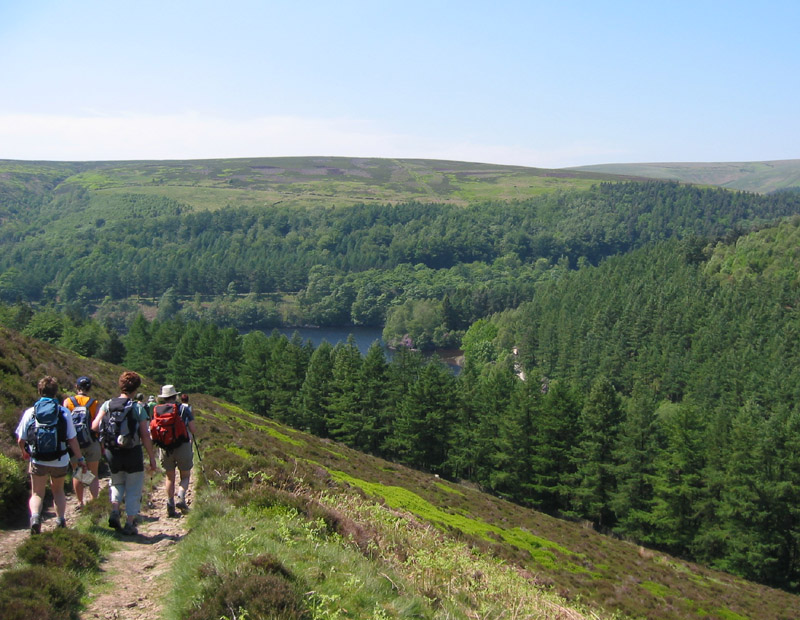
Escursionisti sopra il bacino di Derwent

La vicinanza del parco agli agglomerati urbani e alle aree urbane (circa 20 milioni di persone vivono a un'ora di macchina) pone varie sfide per la tutela e l'integrità dell'area. L'autorità del parco, il National Trust e altri proprietari terrieri cercano di mantenere il paesaggio montano accessibile per la ricreazione proteggendolo dall'agricoltura intensiva, dall'erosione e dall'ambito dei visitatori. Pertanto, la principale sfida attuale riguarda la necessità di trovare un compromesso tra e il turismo di massa rappresentato dall'afflusso di milioni di visitatori.
La distribuzione disomogenea delle visite genera inevitabilmente un impatto differente. La sola Dovedale riceve circa due milioni di visitatori all'anno, ma altre aree assai visitate includono Bakewell, Castleton e la valle di Hope, Chatsworth, Hartington e i bacini idrici della valle superiore del Derwent. Oltre il 60% delle visite si verifica tra maggio e settembre, con la domenica come giorno più affollato.
Gli utenti dei sentieri nelle aree pedonali più popolari hanno contribuito a gravi problemi di erosione, in particolare sulle fragili brughiere di torba. Si ritiene che l'uso di alcuni percorsi da parte di appassionati di mountain bike abbia esacerbato il problema. Le misure per contenere i danni includono la deviazione del percorso ufficiale della Pennine Way fuori da Edale, che ora passa attraverso Jacob's Ladder invece che Grindsbrook, con l'asfaltatura dei sentieri della brughiera avvenuta ricorrendo a costose pietre naturali. Alcuni diritti di passaggio sono stati danneggiati dal passaggio legale e illegale di veicoli stradali off-road 4×4 e moto da cross, spingendo vari attivisti a sollecitare di provvedere a una riduzione del loro impatto.
L'estrazione di calcare su larga scala è controversa: la maggioranza delle licenze di estrazione mineraria è stata rilasciata dal governo nazionale per 90 anni negli anni '50 e rimane giuridicamente vincolante. L'autorità del parco segue attualmente una politica ai sensi della quale le domande di apertura di nuove cave e il rinnovo delle licenze nel parco vadano valutati tenendo conto di necessità locali e nazionali per quel genere di minerali specifici e degli effetti sul traffico, i residenti e l'ambiente. Alcune licenze non sono state rinnovate; si pensi alla cava di RMC Aggregates a Eldon Hill, chiusa nel 1999 e poi sottoposta a un intervento paesaggistico. Le proposte della Stancliffe Stone Ltd di riaprire le cave di pietra arenaria inattive a Stanton Moor nel 1999 rappresentarono un autentico banco di prova con riferimento alle tematiche ambientali, avendo incontrato una forte contestazione dei manifestanti ecologisti e dei residenti del posto, i quali temevano che ciò avrebbe minacciato i resti dell'età del bronzo del Nine Ladies Stone Circle e del paesaggio naturale. Nel 2007, si svolsero le trattative necessarie a trasferire lo sviluppo alla cava di Dale View in un'area a impatto meno sensibile.
Le praterie dell'altopiano di White Peak sono state migliorate per consentire l'agricoltura intensiva e la produzione alimentare. Come risultato, il grosso di tali aree resta poco idoneo a garantire l'integrità del parco, tanto che, ad esempio, la varietà vegetale è calata a tal punto da rintracciarti in alcuni punti non più di una specie diversa. I siti meglio conservati rimangono i fianchi scoscesi delle valli calcaree, in quanto inidonei a soddisfare la presenza di colture. Nonostante questo e malgrado tali zone rivestano importanza a livello internazionale in ambito geomorfologico, la frammentata distribuzione dei fianchi scoscesi non li rende esenti da potenziali rischi. La biodiversità all'interno dei parchi nazionali britannici in genere non ha subito una sorte migliore di quella nelle campagne più ampie, con tassi di declino simili nel numero delle specie.
Le brughiere montane dei Pennini meridionali hanno subito il peggior degrado ecologico di qualsiasi habitat esteso nel Regno Unito. Ciò è dovuto principalmente a un lungo passato di inquinamento industriale dalle città vicine durante la rivoluzione industriale, aggravata da incendi ed erosione. I lavori per ripristinare l'habitat dei secoli precedenti sono iniziati nel XXI secolo. Sebbene siano stati compiuti progressi, l'opinione comune è che c'è ancora molto su cui lavorare per renderlo un ecosistema sostenibile e funzionante. Gli studi recenti si sono concentrati sulla rilevanza della degradazione dell'habitat, per stabilire se questa è aggravata dal fatto che il sito risulta una fonte di anidride carbonica in virtù della sua conformazione geologica (si ricordi la presenza della torba, fonte di notevoli quantità di anidride carbonica).

## Galleria d'immagini

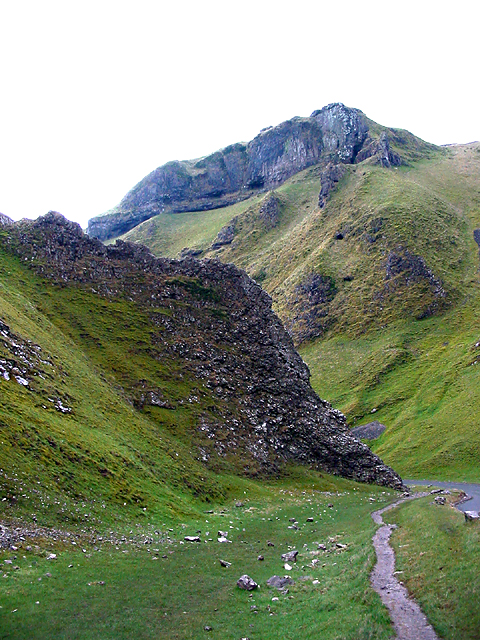
Il passo di Winnats
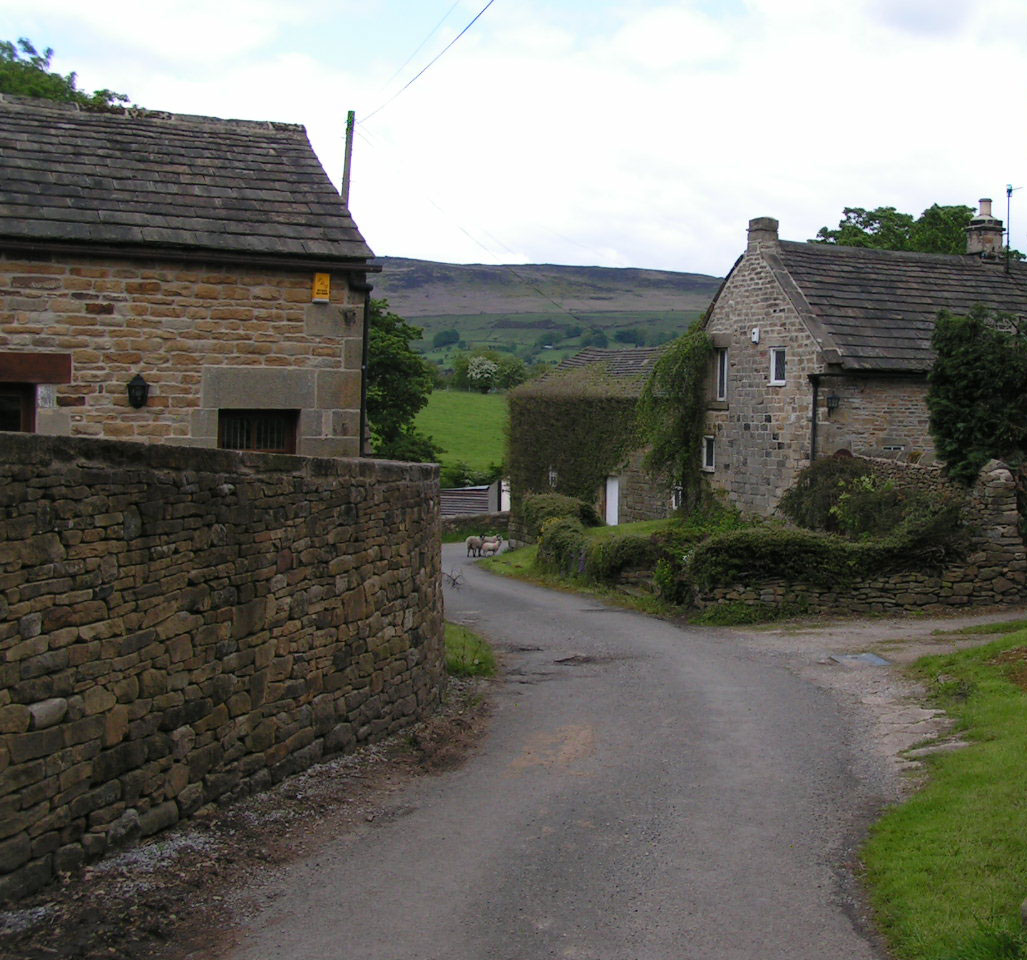
Shatton, piccolo borgo nella regione
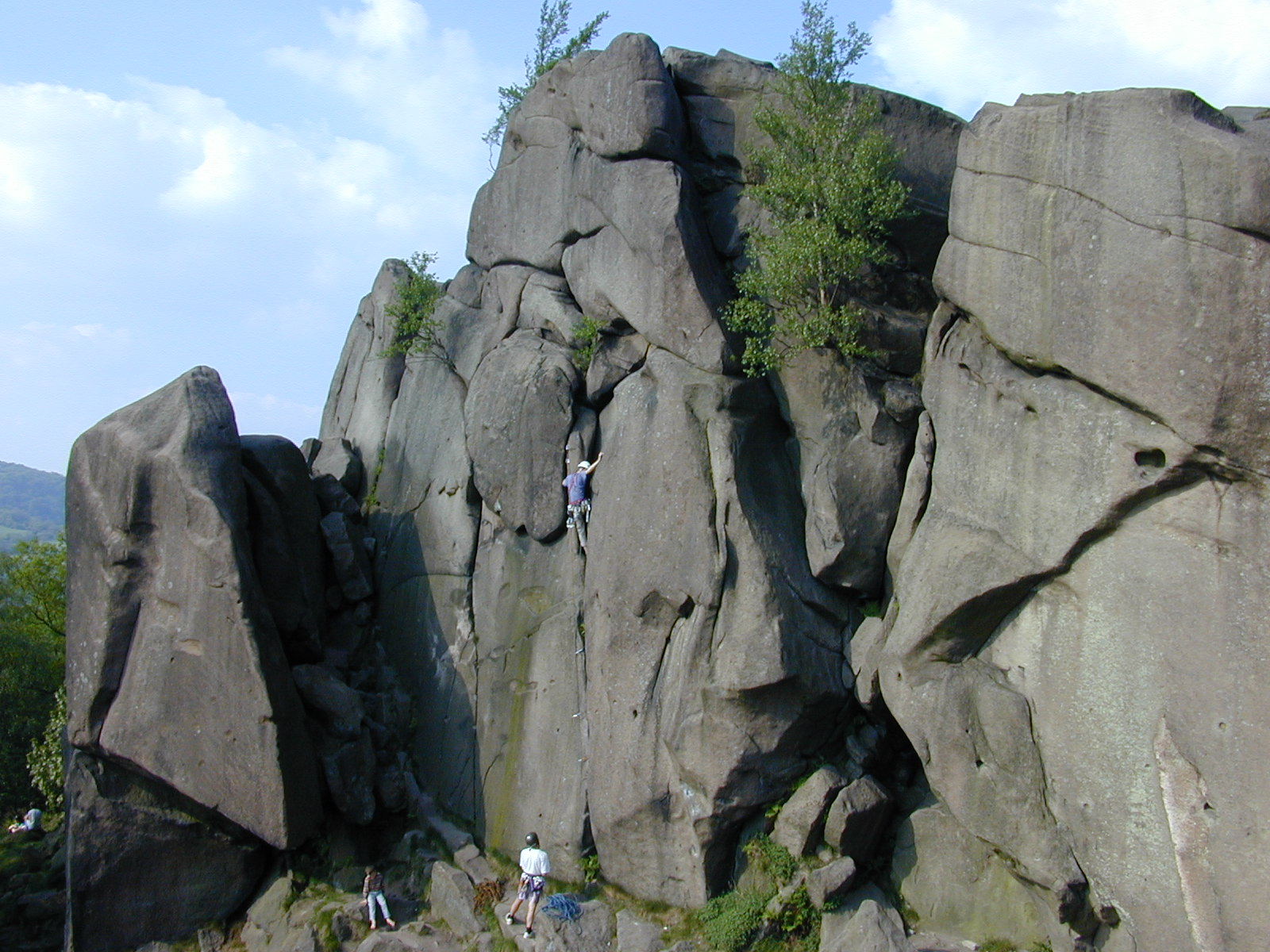
Le Black Rocks
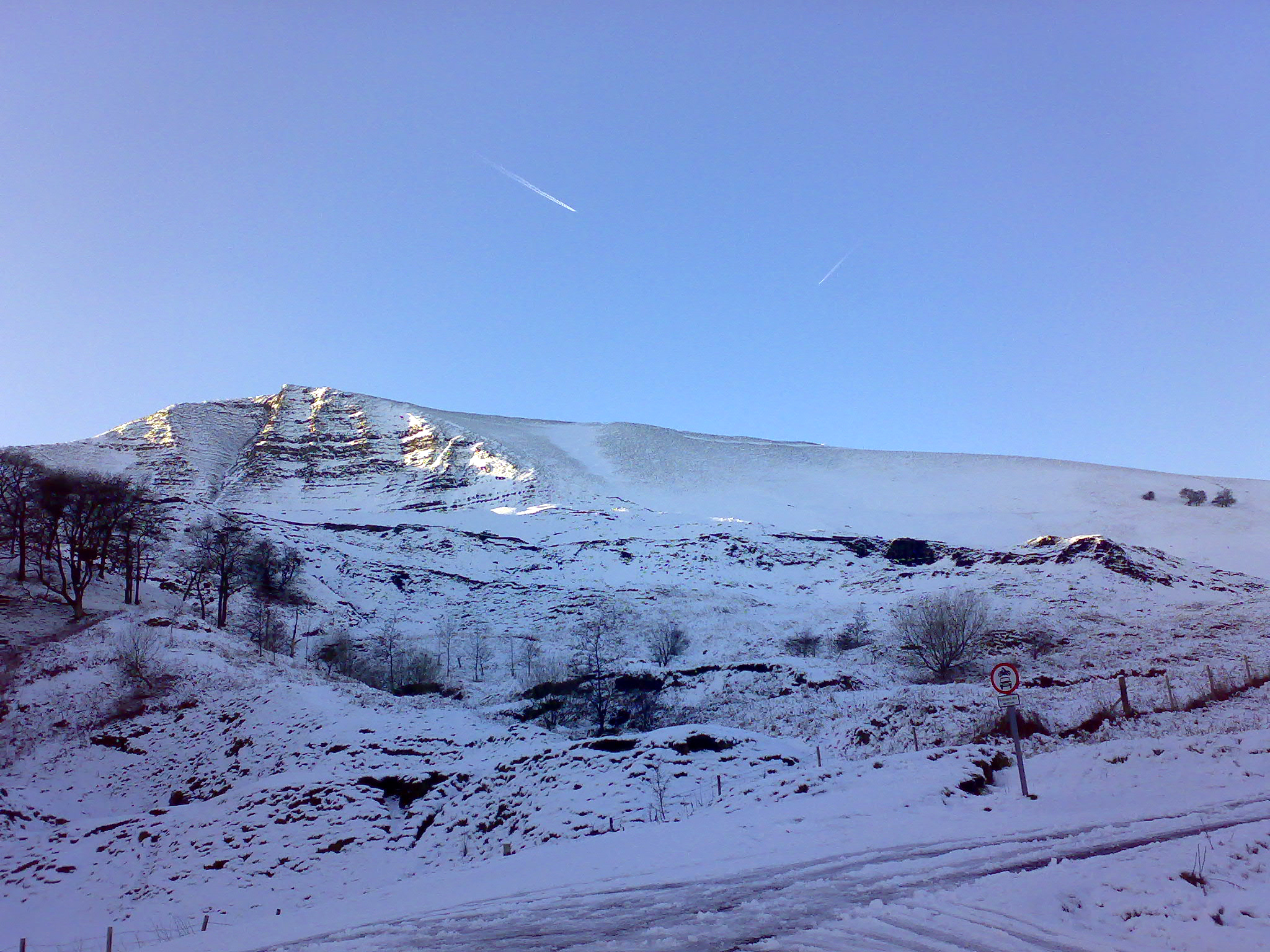
Il Mam Tor innevato
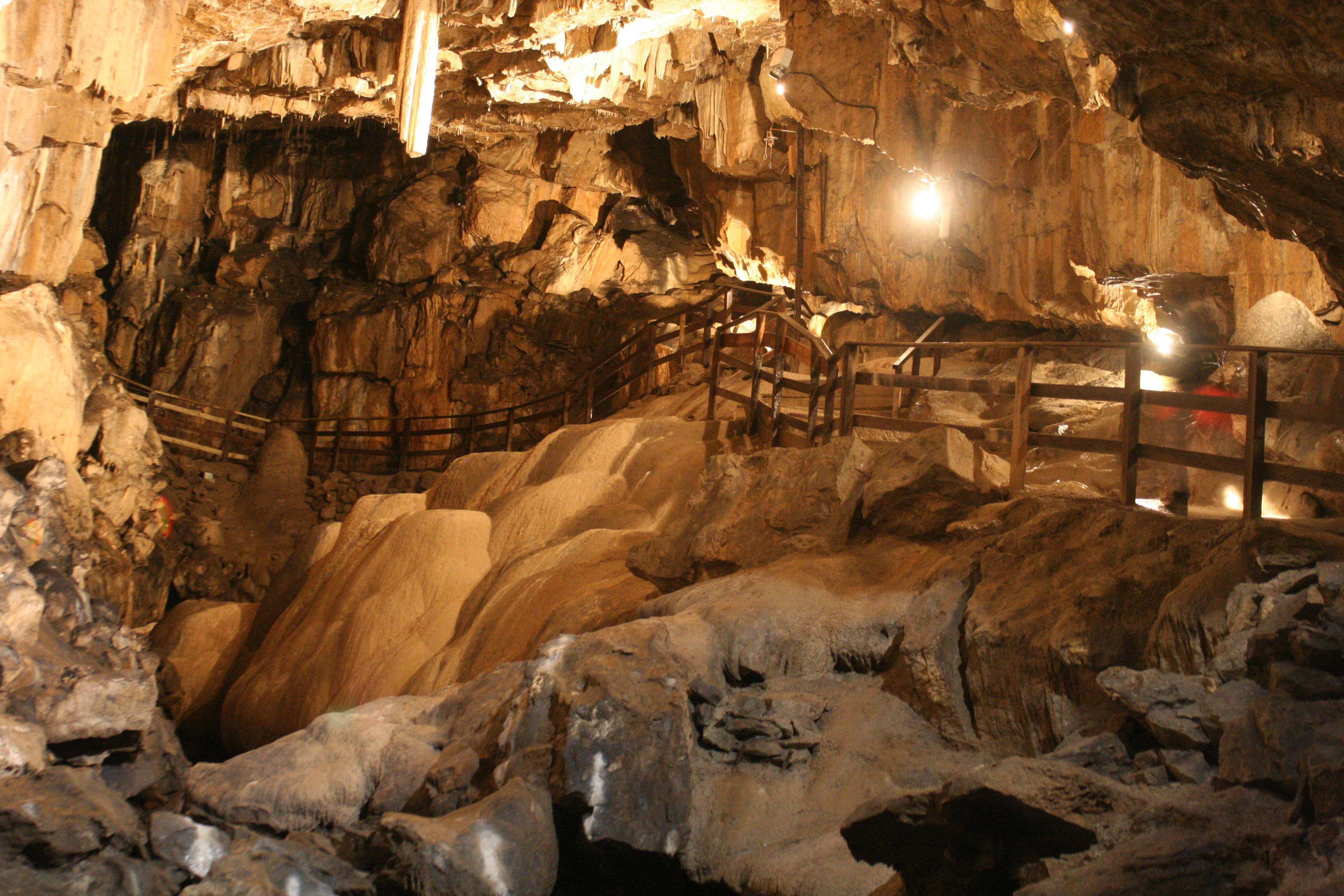
La caverna di Poole
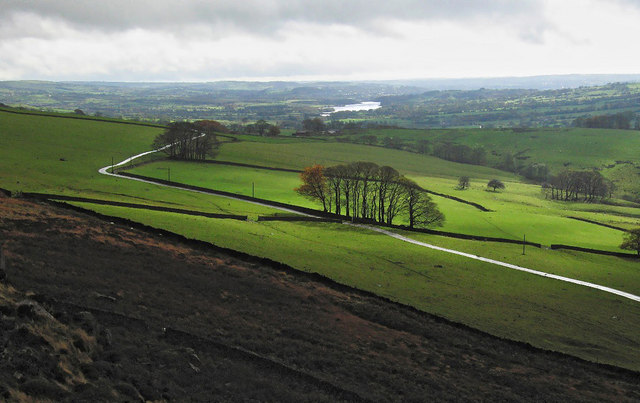
Panorama della brughiera
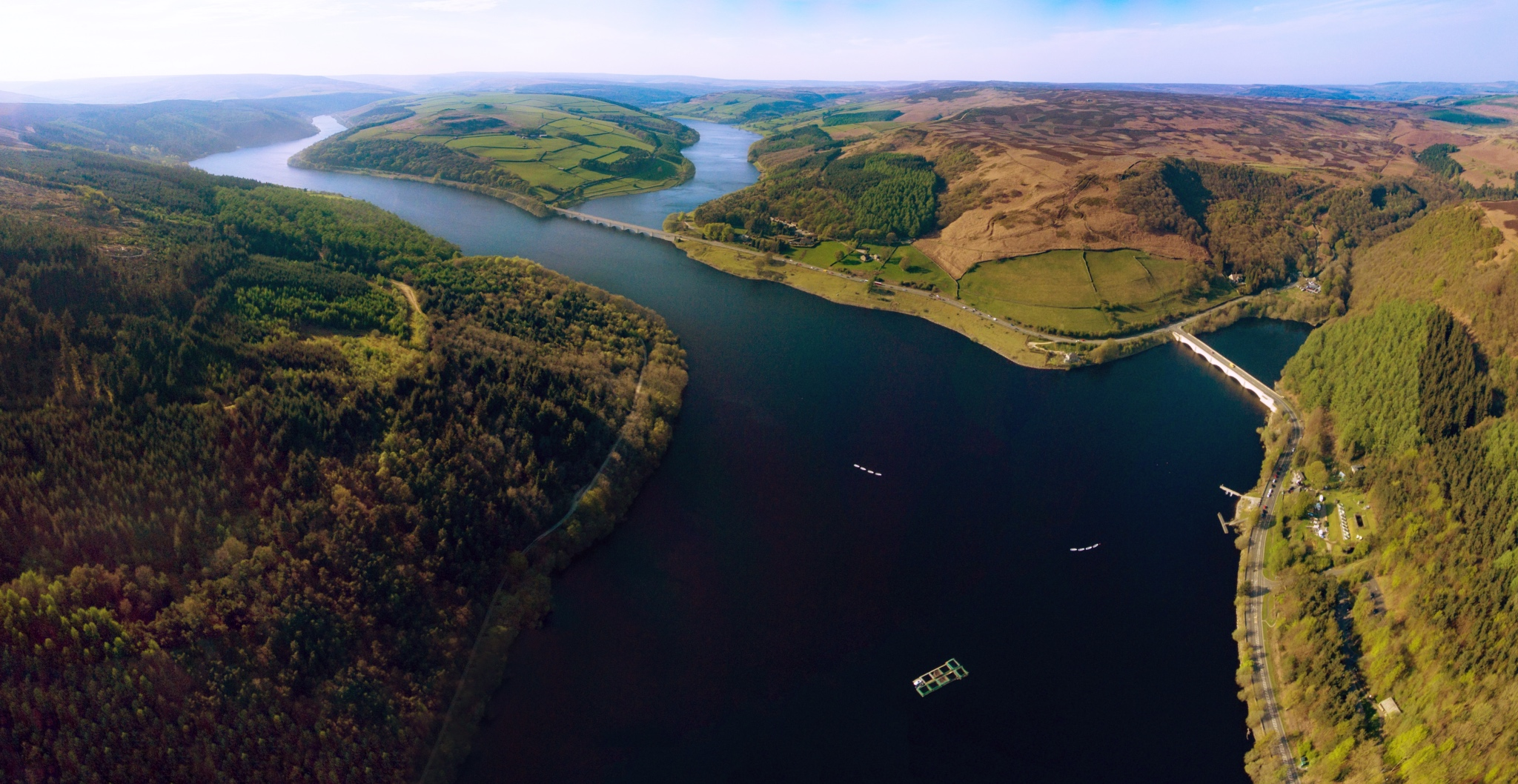
Il bacino di Ladybower visto dall'alto
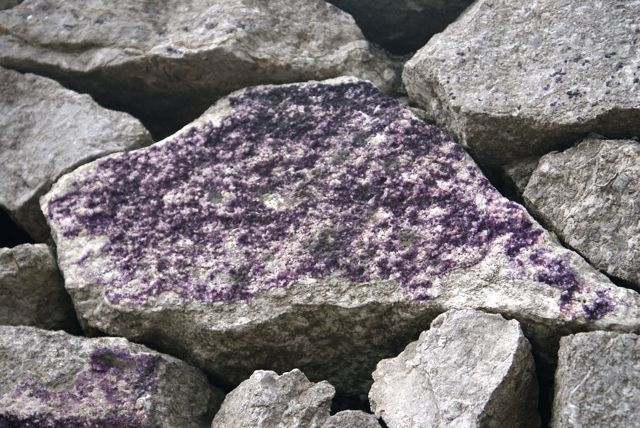
Il minerale semiprezioso Blue John incastonato in un muro di Castleton
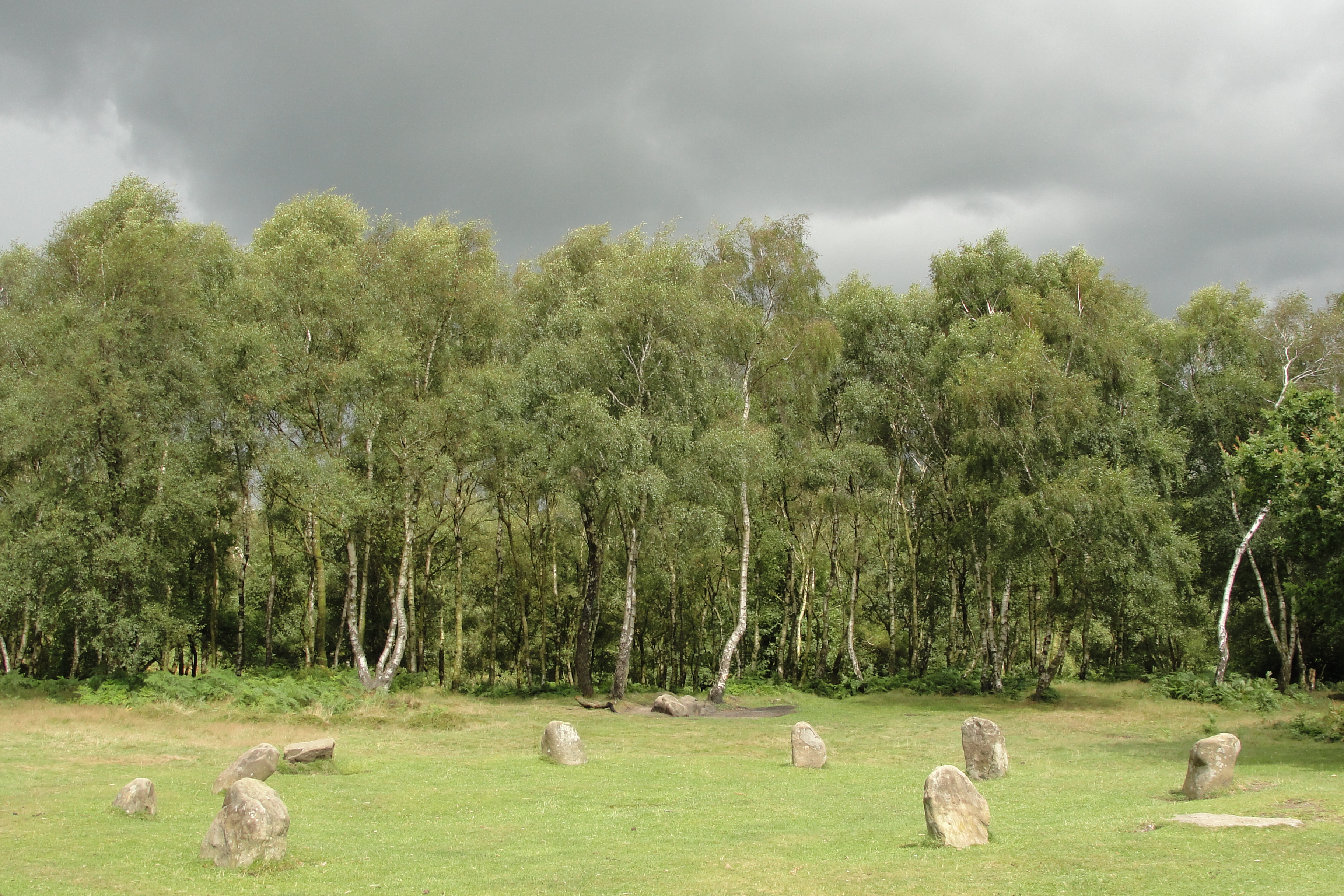
Il cerchio di pietre delle Nine Ladies
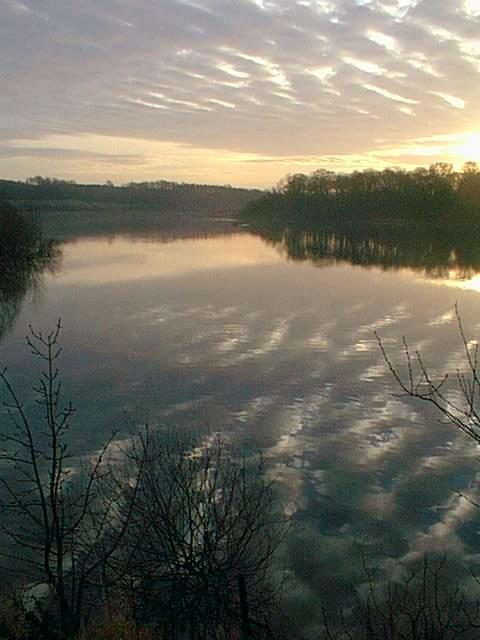
Il bacino di Ogston
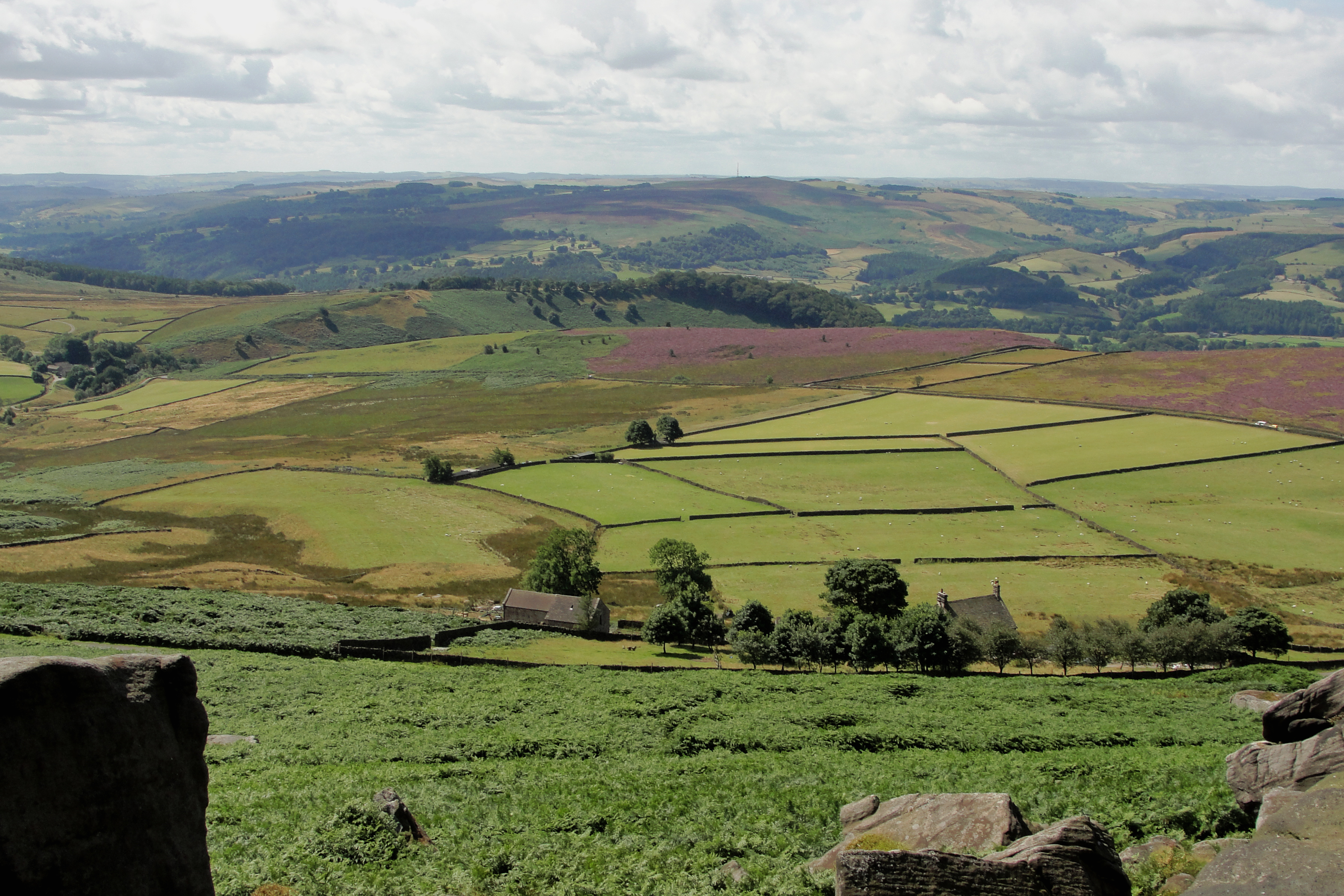
Veduta del parco da Stanage Edge
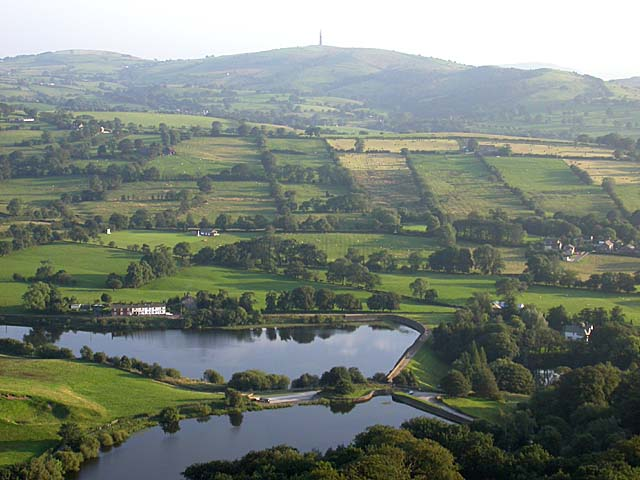
Tegg's Nose